# Liga Nacional de Básquet 2018-19
La temporada 2018-19 de la Liga Nacional de Básquet de la Argentina, por motivos de patrocinio temporada 2018-19 de La Liga Banco Comafi, fue la trigésima quinta edición de la máxima competencia argentina en dicho deporte. Se inició el 5 de diciembre de 2018 con el partido inaugural entre Libertad de Sunchales y San Lorenzo de Buenos Aires en el Estadio Ángel Malvicino del club Unión de Santa Fe.
Respecto de la temporada pasada, el descendido Salta Basket fue reemplazado por el campeón de la pasada Liga Argentina Libertad, que vuelve a la competencia tras haber vendido su plaza una temporada atrás al equipo salteño.
Por el nuevo calendario de FIBA, la temporada tuvo varios "parates" coincidentes con las ventanas de FIBA para la clasificación al mundial y un nuevo formato, más corto, de 38 partidos por equipo en la fase regular. Además se disputó la segunda edición del torneo oficial de pretemporada Torneo Súper 20.
Los play-offs, que por motivos de patrocinio se llaman Playoffs La Caja, comenzaron el 15 de mayo. El play-off por el descenso se disputó entre Atenas de Córdoba y Quilmes de Mar del Plata y fue el equipo cordobés el que mantuvo la categoría al ganar la serie 3 a 0, decretando así el cuarto descenso del equipo marplatense. El play-off por el campeonato terminó, y por ende la temporada, el 4 de julio cuando se disputó el séptimo y último partido de la serie final entre el vigente campeón San Lorenzo de Buenos Aires y el ubicado segundo en la tabla regular, solo superado por el equipo de Boedo, Instituto, partido que definió al ciclón como tetracampeón, siendo la primera institución en la historia de La Liga que logra cuatro campeonatos de manera consecutiva.

## Equipos participantes
| Pos. | Descendidos de la LNB 2017-18 |
| ---- | ----------------------------- |
| 20.° | Salta Basket                  |

| Pos. | Ascendidos de la Liga Argentina 2017-18 |
| ---- | --------------------------------------- |
| 1.º  | Libertad                                |

| Región                    | Cantidad |
| ------------------------- | -------- |
| Provincia de Buenos Aires | 4        |
| Capital Federal           | 4        |
| Corrientes                | 3        |
| Santiago del Estero       | 2        |
| Córdoba                   | 2        |
| Chubut                    | 1        |
| Entre Ríos                | 1        |
| Formosa                   | 1        |
| Santa Cruz                | 1        |
| Santa Fe                  | 1        |

| Club                   | Ciudad              | Entrenador           | Estadio                      | Capacidad |
| ---------------------- | ------------------- | -------------------- | ---------------------------- | --------- |
| Argentino              | Junín               | Daniel Maffei        | El Fortín de las Morochas    | 1500      |
| Atenas                 | Córdoba             | Nicolás Casalánguida | Polideportivo Carlos Cerutti | 3424      |
| Boca Juniors           | Buenos Aires        | Guillermo Narvarte   | Microestadio Luis Conde      | 2000      |
| Ciclista Olímpico      | La Banda            | Adrián Capelli       | Vicente Rosales              | 3400      |
| Comunicaciones         | Mercedes            | Ariel Rearte         | Estadio de Comunicaciones    | 3500      |
| Estudiantes Concordia  | Concordia           | Eduardo Jápez        | El Gigante Verde             | 1610      |
| Ferro Carril Oeste     | Buenos Aires        | Hernán Laginestra    | Estadio Héctor Etchart       | 3500      |
| Gimnasia y Esgrima     | Comodoro Rivadavia  | Martín Villagrán     | Estadio Socios Fundadores    | 1453      |
| Hispano Americano      | Río Gallegos        | Marcelo Richotti     | Gimnasio Boxing Club         | 3000      |
| Instituto              | Córdoba             | Facundo Müller       | Gimnasio Ángel Sandrin       | 2000      |
| La Unión de Formosa    | Formosa             | Gabriel Piccato      | Estadio Cincuentenario       | 4500      |
| Libertad               | Sunchales           | Sebastián Saborido   | El Hogar de los Tigres       | 4000      |
| Obras Basket           | Buenos Aires        | Gregorio Martínez    | Estadio Obras Sanitarias     | 3000      |
| Peñarol                | Mar del Plata       | Leonardo Gutiérrez   | Polideportivo Islas Malvinas | 8000      |
| Quilmes                | Mar del Plata       | Javier Bianchelli    | Polideportivo Islas Malvinas | 8000      |
| Quimsa                 | Santiago del Estero | Silvio Santander     | Ciudad                       | 5000      |
| Regatas Corrientes     | Corrientes          | Lucas Victoriano     | José Jorge Contte            | 3400      |
| San Lorenzo de Almagro | Buenos Aires        | Gonzalo García       | Polideportivo Roberto Pando  | 2200      |
| San Martín             | Corrientes          | Sebastián González   | El Fortín Rojinegro          | 2500      |
| Weber Bahía            | Bahía Blanca        | Sebastián Ginóbili   | Osvaldo Casanova             | 3950      |

Capacidad de los estadios según la web oficial.
| Club          | Entrenador saliente  | Entrenador entrante | Fecha de salida | Fecha de entrada |
| ------------- | -------------------- | ------------------- | --------------- | ---------------- |
| Argentino (J) | Daniel Maffei        | Matías Huarte       | 12 de febrero   | 12 de febrero    |
| Atenas        | Nicolás Casalánguida | Osvaldo Arduh       | 10 de marzo     | 11 de marzo      |

## Formato de competencia
El nuevo formato de La Liga consta de dos fases, la fase regular y los play-offs. Además se creó el Torneo Súper 20.
Fase regular: se enfrentan todos los equipos dos veces, una vez como local y otra vez como visitante, logrando 2 puntos aquel que gane el partido y 1 punto aquel que pierda. A los 20 equipos se los ordena en una única tabla del mejor al peor (primero al vigésimo) según la cantidad de puntos obtenidos. Los 16 mejores avanzan a los play-offs, los equipos ubicados 17.° y 18.° dejan de participar, y los dos últimos definen el descenso.
Play-offs:
Permanencia: los equipos ubicados 19.° y 20.° definen en una serie al mejor de cinco partidos quien desciende. La serie se juega con formato 2-2-1, siendo local el equipo ubicado 19.° en los primeros dos partidos y en el eventual último encuentro. Aquel equipo que pierda la serie queda relegado a la segunda división.
Campeonato: los 16 mejores equipos se emparejan en series al mejor de 5 partidos, con formato 2-2-1, donde el equipo mejor ubicado hace las veces de local en los primeros dos partidos y el eventual último encuentro. Los ganadores avanzan de fase, los perdedores dejan de participar. Los ganadores de los sucesivos emparejamientos avanzan hasta llegar a la final, la cual es con formato 2-2-1-1-1, el equipo mejor ubicado en la fase regular hace las veces de local en más partidos que su rival.
Clasificación a competencias internacionales:
- Liga de las Américas: clasifican los dos finalistas, campeón y subcampeón.
- Liga Sudamericana de Clubes: clasifica el tercero de la liga.

## Supercopa de La Liga
La Supercopa de La Liga, Súper Copa DIRECTV por motivos de patrocinio, es el torneo oficial que enfrenta a los campeones vigentes de la Liga Nacional y del Torneo Súper 20. El campeón vigente de la Liga Nacional, San Lorenzo de Buenos Aires se enfrentó al campeón del Súper 20 de la temporada pasada, San Martín de Corrientes. El partido fue programado para el 25 de noviembre en el Estadio Héctor Etchart de Ferro Carril Oeste de Buenos Aires. En principio el partido iba a ser televisado por TyC Sports a las 19:30, pero fue reprogramado para el mismo día a las 21:00 y sin televisación. San Lorenzo obtuvo su segundo título en el torneo.
| 25 de noviembre, 21:00 | San Lorenzo (BA)                                           | 85–84                | San Martín (C)                                                | Buenos Aires                                                                                 |  |
|                        | Parciales: 23-18, 23-19, 17-33, 22-14                      |                      |                                                               |                                                                                              |  |
|                        | Estadísticas Dar Tucker 23 Marcos Mata 8 Nicolás Aguirre 4 | Reporte Pts Reb Asts | Estadísticas 27 Michael Hicks 10 Lee Roberts 9 Lucas Faggiano | Pabellón: Estadio Héctor Etchart Árbitros: * Fabricio Vito * Danilo Molina * Gonzalo Delsart |  |

## Fase regular
Referencias: Pick and Roll, Básquet Plus.
| Equipo | Equipo                        | PJ | PG | PP | Pts |
| ------ | ----------------------------- | -- | -- | -- | --- |
| 1.º    | San Lorenzo (Buenos Aires)    | 38 | 32 | 6  | 70  |
| 2.º    | Instituto                     | 38 | 25 | 13 | 63  |
| 3.º    | Gimnasia (Comodoro Rivadavia) | 38 | 23 | 15 | 61  |
| 4.º    | Comunicaciones (Mercedes)     | 38 | 23 | 15 | 61  |
| 5.º    | Ferro (Buenos Aires)          | 38 | 23 | 15 | 61  |
| 6.º    | Obras Basket                  | 38 | 22 | 16 | 60  |
| 7.º    | Regatas Corrientes            | 38 | 21 | 17 | 59  |
| 8.º    | Boca Juniors                  | 38 | 20 | 18 | 58  |
| 9.º    | Estudiantes Concordia         | 38 | 20 | 18 | 58  |
| 10.º   | San Martín (Corrientes)       | 38 | 19 | 19 | 57  |
| 11.º   | Ciclista Olímpico             | 38 | 18 | 20 | 56  |
| 12.º   | Quimsa                        | 38 | 18 | 20 | 56  |
| 13.º   | Libertad                      | 38 | 17 | 21 | 55  |
| 14.º   | La Unión de Formosa           | 38 | 17 | 21 | 55  |
| 15.º   | Weber Bahía                   | 38 | 15 | 23 | 53  |
| 16.º   | Hispano Americano             | 38 | 15 | 23 | 53  |
| 17.º   | Argentino (Junín)             | 38 | 14 | 24 | 52  |
| 18.º   | Peñarol                       | 38 | 14 | 24 | 52  |
| 19.º   | Atenas                        | 38 | 12 | 26 | 50  |
| 20.º   | Quilmes                       | 38 | 12 | 26 | 50  |

|  |                                             |
|  | Clasificados a los play-offs.               |
|  | Clasificados a la serie por la permanencia. |

1. 1 2 3  El triple empate entre Gimnasia de Comodoro Rivadavia, Comunicaciones de Mercedes y Ferro de Buenos Aires se resolvió por los enfrentamientos entre ellos. Gimnasia le ganó por mayor diferencia el mano a mano a Comunicaciones y ambos partidos a Ferro, por ello quedó mejor ubicado. Comunicaciones por su parte ganó el mano a mano con Ferro al vencerlo por más puntos.
2. 1 2  El desempate entre Boca Juniors y Estudiantes de Concordia favoreció al equipo de Buenos Aires pues ganó el enfrentamiento mano a mano por mayor cantidad de puntos. Los partidos fueron Boca 78 - Estudiantes 60 y Estudiantes 67 - Boca 60.
3. 1 2  El desempate entre Libertad y La Unión de Formosa favoreció al equipo de Sunchales pues ganó ambos partidos entre ellos. Los partidos fueron Libertad 91 - La Unión 76 y La Unión 86 - Libertad 90.
4. 1 2  El desempate entre Weber Bahía e Hispano Americano favoreció al equipo de Bahía Blanca pues ganó ambos enfrentamientos entre ellos. Los partidos fueron Bahía 87 - Hispano 85 e Hispano 75 - Bahía 80.
5. 1 2  El desempate entre Argentino y Peñarol favoreció al equipo de Junín pues ganó ambos enfrentamientos entre ellos. Los partidos fueron Argentino 77 - Peñarol 75 y Peñarol 74 - Argentino 81.
6. 1 2  El desempate entre Atenas y Quilmes favoreció al equipo de Córdoba pues ganó el enfrentamiento mano a mano por mayor cantidad de puntos. Los partidos fueron Quilmes 86 - Atenas 78 y Atenas 89 - Quilmes 71.

| Obras Basket       | 97 - 87   | Ferro (BA)       | Obras Sanitarias       | 5 de diciembre | 20:00 |
| Libertad           | 78 - 81   | San Lorenzo (BA) | Ángel Malvicino        | 5 de diciembre | 21:00 |
| Peñarol            | 105 - 115 | Quimsa           | Islas Malvinas         | 5 de diciembre | 21:00 |
| Estudiantes (C)    | 96 - 85   | Argentino (J)    | El Gigante Verde       | 5 de diciembre | 21:30 |
| Regatas Corrientes | 78 - 79   | Gimnasia (CR)    | José Jorge Contte      | 6 de diciembre | 21:30 |
| Quilmes            | 84 - 86   | Quimsa           | Islas Malvinas         | 7 de diciembre | 21:00 |
| Comunicaciones (M) | 109 - 76  | Argentino (J)    | Comunicaciones         | 7 de diciembre | 21:30 |
| Estudiantes (C)    | 61 - 92   | San Lorenzo (BA) | El Gigante Verde       | 7 de diciembre | 21:30 |
| Libertad           | 56 - 79   | Boca Juniors     | El Hogar de los Tigres | 7 de diciembre | 21:30 |
| San Martín (C)     | 84 - 71   | Gimnasia (CR)    | El Fortín Rojinegro    | 8 de diciembre | 21:30 |
| Ciclista Olímpico  | 84 - 67   | Obras Basket     | Vicente Rosales        | 8 de diciembre | 22:00 |
| Comunicaciones (M) | 63 - 82   | San Lorenzo (BA) | Comunicaciones         | 9 de diciembre | 21:00 |
| Estudiantes (C)    | 65 - 74   | Ferro (BA)       | El Gigante Verde       | 9 de diciembre | 21:00 |

| Argentino (J)       | 86 - 99  | Regatas Corrientes | El Fortín de las Morochas | 10 de diciembre | 21:00 |
| Hispano Americano   | 84 - 94  | Peñarol            | Boxing Club               | 10 de diciembre | 21:00 |
| La Unión de Formosa | 96 - 86  | Gimnasia (CR)      | Cincuentenario            | 10 de diciembre | 22:00 |
| Quimsa              | 90 - 74  | Obras Basket       | Ciudad                    | 10 de diciembre | 22:00 |
| Comunicaciones (M)  | 90 - 77  | Ferro (BA)         | Comunicaciones            | 11 de diciembre | 21:30 |
| Libertad            | 83 - 60  | San Martín (C)     | El Hogar de los Tigres    | 11 de diciembre | 21:30 |
| Weber Bahía         | 61 - 91  | Regatas Corrientes | Osvaldo Casanova          | 12 de diciembre | 21:00 |
| Boca Juniors        | 79 - 77  | Peñarol            | Obras Sanitarias          | 12 de diciembre | 22:15 |
| Gimnasia (CR)       | 101 - 68 | Quilmes            | Socios Fundadores         | 13 de diciembre | 21:30 |
| La Unión de Formosa | 104 - 83 | Atenas             | Cincuentenario            | 13 de diciembre | 22:00 |
| Ciclista Olímpico   | 71 - 76  | San Martín (C)     | Vicente Rosales           | 13 de diciembre | 22:00 |
| Ferro (BA)          | 82 - 77  | Peñarol            | Héctor Etchart            | 14 de diciembre | 21:00 |
| Quimsa              | 88 - 90  | San Martín (C)     | Ciudad                    | 15 de diciembre | 20:00 |
| Argentino (J)       | 76 - 77  | Libertad           | El Hogar de los Tigres    | 15 de diciembre | 21:00 |
| Boca Juniors        | 82 - 81  | Quilmes            | Luis Conde                | 15 de diciembre | 21:00 |
| Regatas Corrientes  | 84 - 81  | Atenas             | José Jorge Contte         | 15 de diciembre | 21:30 |
| Obras Basket        | 89 - 79  | Comunicaciones (M) | Obras Sanitarias          | 16 de diciembre | 20:00 |
| Gimnasia (CR)       | 89 - 78  | Estudiantes (C)    | Socios Fundadores         | 16 de diciembre | 21:30 |

| San Lorenzo (BA) | 105 - 87 | Quilmes             | Roberto Pando          | 17 de diciembre | 20:00 |
| Boca Juniors     | 52 - 55  | Hispano Americano   | Luis Conde             | 17 de diciembre | 21:00 |
| Instituto        | 103 - 97 | La Unión de Formosa | Ángel Sandrín          | 17 de diciembre | 21:00 |
| Weber Bahía      | 84 - 72  | Libertad            | Osvaldo Casanova       | 17 de diciembre | 21:00 |
| Ferro (BA)       | 86 - 67  | Estudiantes (C)     | Héctor Etchart         | 18 de diciembre | 21:00 |
| Instituto        | 96 - 83  | Hispano Americano   | Ángel Sandrín          | 19 de diciembre | 21:00 |
| San Martín (C)   | 81 - 88  | Regatas Corrientes  | El Fortín Rojinegro    | 19 de diciembre | 21:00 |
| Atenas           | 72 - 81  | La Unión de Formosa | Carlos Cerutti         | 19 de diciembre | 21:30 |
| Boca Juniors     | 78 - 60  | Estudiantes (C)     | Luis Conde             | 20 de diciembre | 21:00 |
| Peñarol          | 84 - 64  | Weber Bahía         | Islas Malvinas         | 20 de diciembre | 21:00 |
| Libertad         | 85 - 73  | Ciclista Olímpico   | El Hogar de los Tigres | 20 de diciembre | 21:30 |
| Quilmes          | 68 - 63  | Weber Bahía         | Islas Malvinas         | 21 de diciembre | 21:00 |
| Atenas           | 80 - 83  | Hispano Americano   | Carlos Cerutti         | 21 de diciembre | 21:30 |

| 21/12 y 22/12, final four del Súper 20. |
| --------------------------------------- |

| 22/12 y 4/01, semanas del receso estival. |
| ----------------------------------------- |

| Obras Basket        | 84 - 66  | Regatas Corrientes  | Obras Sanitarias          | 4 de enero  | 22:00 |
| Quimsa              | 94 - 68  | Peñarol             | Ciudad                    | 5 de enero  | 21:00 |
| La Unión de Formosa | 83 - 93  | Boca Juniors        | Cincuentenario            | 5 de enero  | 21:30 |
| Ferro (BA)          | 85 - 80  | Instituto           | Héctor Etchart            | 6 de enero  | 21:00 |
| Hispano Americano   | 85 - 103 | Regatas Corrientes  | Boxing Club               | 6 de enero  | 21:00 |
| Libertad            | 97 - 96  | Comunicaciones (M)  | El Hogar de los Tigres    | 6 de enero  | 21:00 |
| Gimnasia (CR)       | 79 - 61  | Weber Bahía         | Socios Fundadores         | 6 de enero  | 21:30 |
| San Lorenzo (BA)    | 114 - 77 | San Martín (C)      | Roberto Pando             | 7 de enero  | 22:00 |
| Ciclista Olímpico   | 92 - 73  | Peñarol             | Vicente Rosales           | 7 de enero  | 22:00 |
| Obras Basket        | 98 - 91  | Instituto           | Obras Sanitarias          | 8 de enero  | 20:00 |
| Hispano Americano   | 78 - 90  | Estudiantes (C)     | Boxing Club               | 8 de enero  | 21:00 |
| Gimnasia (CR)       | 70 - 57  | Atenas              | Socios Fundadores         | 8 de enero  | 22:00 |
| Argentino (J)       | 90 - 84  | La Unión de Formosa | El Fortín de las Morochas | 9 de enero  | 21:00 |
| Boca Juniors        | 76 - 82  | San Martín (C)      | Luis Conde                | 9 de enero  | 21:00 |
| Quilmes             | 64 - 66  | Libertad            | Islas Malvinas            | 9 de enero  | 21:00 |
| San Lorenzo (BA)    | 63 - 58  | Estudiantes (C)     | Roberto Pando             | 10 de enero | 21:00 |
| Ferro (BA)          | 89 - 79  | Atenas              | Héctor Etchart            | 10 de enero | 21:00 |
| Hispano Americano   | 80 - 71  | Instituto           | Boxing Club               | 10 de enero | 21:00 |
| Regatas Corrientes  | 87 - 82  | Quimsa              | José Jorge Contte         | 10 de enero | 21:30 |
| Peñarol             | 83 - 75  | Libertad            | Once Unidos               | 11 de enero | 21:00 |
| Weber Bahía         | 73 - 74  | La Unión de Formosa | Osvaldo Casanova          | 11 de enero | 21:00 |
| Gimnasia (CR)       | 90 - 79  | San Martín (C)      | Socios Fundadores         | 11 de enero | 21:30 |
| Obras Basket        | 90 - 78  | Estudiantes (C)     | Obras Sanitarias          | 12 de enero | 21:00 |
| Comunicaciones (M)  | 83 - 75  | Quimsa              | Comunicaciones            | 12 de enero | 21:30 |
| Atenas              | 77 - 61  | Ciclista Olímpico   | Carlos Cerutti            | 13 de enero | 21:00 |
| Hispano Americano   | 78 - 103 | San Lorenzo (BA)    | Boxing Club               | 13 de enero | 21:00 |

| Obras Basket        | 90 - 81   | Argentino (J)      | Obras Sanitarias          | 14 de enero | 20:00 |
| Libertad            | 95 - 84   | Regatas Corrientes | El Hogar de los Tigres    | 14 de enero | 21:30 |
| Ferro (BA)          | 78 - 81   | Boca Juniors       | Héctor Etchart            | 15 de enero | 21:00 |
| Instituto           | 79 - 70   | Ciclista Olímpíco  | Ángel Sandrín             | 15 de enero | 22:00 |
| La Unión de Formosa | 86 - 81   | Comunicaciones (M) | Cincuentenario            | 15 de enero | 22:00 |
| San Lorenzo (BA)    | 108 - 93  | Argentino (J)      | Roberto Pando             | 16 de enero | 21:00 |
| Estudiantes (C)     | 70 - 71   | Regatas Corrientes | El Gigante Verde          | 16 de enero | 21:30 |
| Quilmes             | 101 - 105 | Peñarol            | Islas Malvinas            | 17 de enero | 21:30 |
| San Martín (C)      | 78 - 62   | Comunicaciones (M) | El Fortín Rojinegro       | 17 de enero | 21:30 |
| La Unión de Formosa | 82 - 89   | Obras Basket       | Cincuentenario            | 18 de enero | 22:00 |
| Ciclista Olímpico   | 75 - 83   | Ferro (BA)         | Vicente Rosales           | 18 de enero | 22:00 |
| Libertad            | 88 - 69   | Estudiantes (C)    | El Hogar de los Tigres    | 19 de enero | 20:00 |
| Argentino (J)       | 67 - 81   | Instituto          | El Fortín de las Morochas | 19 de enero | 21:00 |
| Weber Bahía         | 76 - 85   | Gimnasia (CR)      | Osvaldo Casanova          | 19 de enero | 21:00 |
| Regatas Corrientes  | 80 - 78   | Comunicaciones (M) | José Jorge Contte         | 19 de enero | 21:30 |
| Boca Juniors        | 72 - 83   | San Lorenzo (BA)   | Luis Conde                | 19 de enero | 22:00 |
| Quimsa              | 84 - 90   | Ferro (BA)         | Ciudad                    | 20 de enero | 21:00 |
| San Martín (C)      | 88 - 69   | Obras Basket       | El Fortín Rojinegro       | 20 de enero | 21:00 |

| Peñarol             | 75 - 68  | Gimnasia (CR)     | Islas Malvinas      | 21 de enero         | 21:00 |       |
| Weber Bahía         | 68 - 63  | Instituto         | Osvaldo Casanova    | 21 de enero         | 21:00 |       |
| Ciclista Olímpico   | 70 - 77  | Estudiantes (C)   | Vicente Rosales     | 21 de enero         | 22:00 |       |
| Hispano Americano   | 97 - 69  | Libertad          | Boxing Club         | 22 de enero         | 21:00 |       |
| Regatas Corrientes  | 80 - 71  | Obras Basket      | José Jorge Contte   | 22 de enero         | 21:30 |       |
| Quilmes             | 90 - 78  | Gimnasia (CR)     | Islas Malvinas      | 23 de enero         | 21:00 |       |
| San Martín (C)      | 90 - 76  | Boca Juniors      | El Fortín Rojinegro | 23 de enero         | 21:30 |       |
| Quimsa              | 93 - 75  | Estudiantes (C)   | Ciudad              | 23 de enero         | 22:00 |       |
| Ferro (BA)          | 84 - 68  | Libertad          | Héctor Etchart      | 24 de enero         | 21:00 |       |
| Atenas              | 73 - 86  | Argentino (J)     | Carlos Cerutti      | 24 de enero         | 21:30 |       |
| Peñarol             | 55 - 104 | San Lorenzo (BA)  | Islas Malvinas      | 24 de enero         | 21:30 |       |
| La Unión de Formosa | 61 - 79  | Ciclista Olímpico | Cincuentenario      | 24 de enero         | 22:00 |       |
| Obras Basket        | 79 - 81  | Hispano Americano | Obras Sanitarias    | 25 de enero         | 20:00 |       |
| Regatas Corrientes  | 83 - 54  | Boca Juniors      | José Jorge Contte   | 25 de enero         | 21:00 |       |
| Instituto           | 99 - 64  | Argentino (J)     | 26 de enero         | Ángel Sandrín       | 21:00 |       |
| Quilmes             | 78 - 95  | San Lorenzo (BA)  | 26 de enero         | Once Unidos         | 21:00 |       |
| San Martín (C)      | 63 - 72  | Ciclista Olímpico | 26 de enero         | El Fortín Rojinegro | 21:30 |       |
| Comunicaciones (M)  | 92 - 50  | Weber Bahía       | 26 de enero         | Comunicaciones      | 21:30 | 21:30 |
| Peñarol             | 79 - 71  | Hispano Americano | Islas Malvinas      | 27 de enero         | 21:00 |       |

| Boca Juniors        | 76 - 65  | Ferro (BA)          | Luis Conde                | 28 de enero  | 21:00 |
| Estudiantes (C)     | 76 - 69  | Weber Bahía         | El Gigante Verde          | 28 de enero  | 21:30 |
| Regatas Corrientes  | 87 - 83  | Ciclista Olímpico   | José Jorge Contte         | 28 de enero  | 21:30 |
| San Martín (C)      | 86 - 82  | La Unión de Formosa | El Fortín Rojinegro       | 28 de enero  | 21:30 |
| Quilmes             | 76 - 88  | Hispano Americano   | Islas Malvinas            | 29 de enero  | 21:00 |
| Quimsa              | 88 - 78  | Atenas              | Ciudad                    | 29 de enero  | 22:00 |
| Libertad            | 73 - 51  | Weber Bahía         | El Hogar de los Tigres    | 30 de enero  | 21:30 |
| Regatas Corrientes  | 99 - 72  | La Unión de Formosa | José Jorge Contte         | 30 de enero  | 21:30 |
| Argentino (J)       | 77 - 75  | Peñarol             | El Fortín de las Morochas | 31 de enero  | 21:00 |
| Comunicaciones (M)  | 69 - 78  | Boca Juniors        | Comunicaciones            | 31 de enero  | 21:30 |
| Gimnasia (CR)       | 81 - 72  | Ferro (BA)          | Socios Fundadores         | 31 de enero  | 21:30 |
| Ciclista Olímpico   | 82 - 72  | Atenas              | Vicente Rosales           | 31 de enero  | 22:00 |
| Obras Basket        | 83 - 77  | Quilmes             | Obras Sanitarias          | 1 de febrero | 20:00 |
| Instituto           | 86 - 74  | Quimsa              | Ángel Sandrín             | 1 de febrero | 21:00 |
| Weber Bahía         | 89 - 76  | Peñarol             | Osvaldo Casanova          | 2 de febrero | 21:00 |
| Estudiantes (C)     | 67 - 60  | Boca Juniors        | El Gigante Verde          | 2 de febrero | 21:30 |
| Ferro (BA)          | 102 - 67 | Quilmes             | Héctor Etchart            | 3 de febrero | 20:00 |
| Argentino (J)       | 77 - 93  | Comunicaciones (M)  | El Fortín de las Morochas | 3 de febrero | 21:30 |
| Atenas              | 62 - 83  | Quimsa              | Carlos Cerutti            | 3 de febrero | 21:30 |
| La Unión de Formosa | 91 - 77  | Regatas Corrientes  | Cincuentenario            | 3 de febrero | 21:30 |

| Ciclista Olímpico  | 80 - 72  | Instituto           | Vicente Rosales        | 4 de febrero  | 22:00 |
| Hispano Americano  | 88 - 74  | Quilmes             | Boxing Club            | 5 de febrero  | 21:00 |
| Weber Bahía        | 63 - 90  | Comunicaciones (M)  | Osvaldo Casanova       | 5 de febrero  | 21:00 |
| Libertad           | 79 - 82  | Gimnasia (CR)       | El Hogar de los Tigres | 6 de febrero  | 20:00 |
| Boca Juniors       | 78 - 85  | Obras Basket        | Luis Conde             | 6 de febrero  | 21:00 |
| Ferro (BA)         | 84 - 77  | La Unión de Formosa | Héctor Etchart         | 6 de febrero  | 21:00 |
| Peñarol            | 88 - 101 | Atenas              | Islas Malvinas         | 6 de febrero  | 21:00 |
| Quimsa             | 85 - 82  | Instituto           | Ciudad                 | 6 de febrero  | 22:00 |
| Ciclista Olímpico  | 98 - 75  | Argentino (J)       | Vicente Rosales        | 7 de febrero  | 22:00 |
| Obras Basket       | 85 - 80  | La Unión de Formosa | Obras Sanitarias       | 8 de febrero  | 20:00 |
| Quilmes            | 86 - 78  | Atenas              | Islas Malvinas         | 8 de febrero  | 21:00 |
| Weber Bahía        | 82 - 78  | San Lorenzo (BA)    | Osvaldo Casanova       | 8 de febrero  | 21:00 |
| Comunicaciones (M) | 65 - 64  | Gimnasia (CR)       | Comunicaciones         | 8 de febrero  | 21:30 |
| Boca Juniors       | 92 - 85  | Regatas Corrientes  | Luis Conde             | 9 de febrero  | 21:00 |
| Instituto          | 96 - 78  | San Martín (C)      | Ángel Sandrín          | 9 de febrero  | 21:00 |
| Quimsa             | 93 - 81  | Argentino (J)       | Ciudad                 | 9 de febrero  | 21:00 |
| Estudiantes (C)    | 92 - 87  | Gimnasia (CR)       | El Gigante Verde       | 10 de febrero | 21:00 |
| Hispano Americano  | 102 - 92 | La Unión de Formosa | Boxing Club            | 10 de febrero | 21:00 |

| San Lorenzo (BA)    | 98 - 82  | Regatas Corrientes | Roberto Pando             | 11 de febrero | 21:00 |
| Atenas              | 100 - 96 | San Martín (C)     | Carlos Cerutti            | 11 de febrero | 21:30 |
| Libertad            | 89 - 79  | Argentino (J)      | El Hogar de los Tigres    | 11 de febrero | 21:30 |
| Quimsa              | 94 - 83  | Weber Bahía        | Ciudad                    | 11 de febrero | 22:00 |
| Ferro (BA)          | 88 - 78  | Comunicaciones (M) | Héctor Etchart            | 12 de febrero | 21:00 |
| Ciclista Olímpico   | 80 - 75  | Weber Bahía        | Vicente Rosales           | 12 de febrero | 22:00 |
| Atenas              | 81 - 91  | Instituto          | Carlos Cerutti            | 13 de febrero | 21:30 |
| Gimnasia (CR)       | 83 - 68  | Boca Juniors       | Socios Fundadores         | 13 de febrero | 21:30 |
| Libertad            | 96 - 91  | Obras Basket       | El Hogar de los Tigres    | 13 de febrero | 21:30 |
| La Unión de Formosa | 103 - 73 | Quilmes            | Cincuentenario            | 13 de febrero | 22:00 |
| Hispano Americano   | 99 - 92  | Comunicaciones (M) | Boxing Club               | 14 de febrero | 21:00 |
| San Martín (C)      | 79 - 72  | Quimsa             | El Fortín Rojinegro       | 14 de febrero | 21:30 |
| Argentino (J)       | 80 - 67  | Ciclista Olímpico  | El Fortín de las Morochas | 15 de febrero | 21:00 |
| Instituto           | 105 - 64 | Obras Basket       | Ángel Sandrín             | 15 de febrero | 21:00 |
| Estudiantes (C)     | 90 - 66  | Peñarol            | El Gigante Verde          | 15 de febrero | 21:30 |
| Regatas Corrientes  | 76 - 88  | Quilmes            | José Jorge Contte         | 15 de febrero | 21:30 |
| La Unión de Formosa | 83 - 74  | Quimsa             | Cincuentenario            | 16 de febrero | 21:30 |
| Argentino (J)       | 77 - 78  | Boca Juniors       | El Fortín de las Morochas | 17 de febrero | 20:00 |
| Comunicaciones (M)  | 78 - 76  | Peñarol            | Comunicaciones            | 17 de febrero | 21:00 |
| Ferro (BA)          | 88 - 84  | Ciclista Olímpico  | Héctor Etchart            | 17 de febrero | 21:00 |
| San Martín (C)      | 75 - 73  | Quilmes            | El Gigante Rojinegro      | 17 de febrero | 21:00 |
| Atenas              | 78 - 85  | Obras Basket       | Carlos Cerutti            | 17 de febrero | 21:30 |

| 18/2 al 28/2, parate por la clasificación al mundial. |
| ----------------------------------------------------- |

| Obras Basket        | 73 - 64  | Boca Juniors       | Obras Sanitarias          | 1 de marzo  | 20:00 |
| Instituto           | 87 - 69  | Weber Bahía        | Ángel Sandrín             | 1 de marzo  | 21:00 |
| Comunicaciones (M)  | 86 - 82  | Estudiantes (C)    | Comunicaciones            | 1 de marzo  | 21:30 |
| Libertad            | 81 - 93  | Quimsa             | El Coliseo del Sur        | 1 de marzo  | 21:30 |
| Regatas Corrientes  | 85 - 103 | San Lorenzo (BA)   | José Jorge Contte         | 1 de marzo  | 21:30 |
| Atenas              | 81 - 83  | Weber Bahía        | Carlos Cerutti            | 2 de marzo  | 20:00 |
| Quilmes             | 78 - 90  | Ferro (BA)         | Islas Malvinas            | 2 de marzo  | 21:00 |
| Gimnasia (CR)       | 97 - 89  | Argentino (J)      | Socios Fundadores         | 2 de marzo  | 21:30 |
| Estudiantes (C)     | 79 - 64  | Quimsa             | El Gigante Verde          | 3 de marzo  | 21:00 |
| San Martín (C)      | 77 - 93  | San Lorenzo (BA)   | El Fortín Rojinegro       | 3 de marzo  | 21:00 |
| Boca Juniors        | 79 - 77  | Argentino (J)      | Luis Conde                | 4 de marzo  | 21:00 |
| Peñarol             | 66 - 88  | Ferro (BA)         | Islas Malvinas            | 4 de marzo  | 21:00 |
| Atenas              | 74 - 84  | Regatas Corrientes | Carlos Cerutti            | 4 de marzo  | 21:30 |
| Ciclista Olímpico   | 70 - 74  | Comunicaciones (M) | Vicente Rosales           | 4 de marzo  | 22:00 |
| La Unión de Formosa | 89 - 95  | San Lorenzo (BA)   | Cincuentenario            | 5 de marzo  | 22:00 |
| Instituto           | 94 - 80  | Regatas Corrientes | Ángel Sandrín             | 6 de marzo  | 21:00 |
| Weber Bahía         | 74 - 72  | Ferro (BA)         | Osvaldo Casanova          | 6 de marzo  | 21:00 |
| Gimnasia (CR)       | 75 - 73  | Hispano Americano  | Socios Fundadores         | 6 de marzo  | 21:30 |
| Quimsa              | 86 - 57  | Comunicaciones (M) | Ciudad                    | 6 de marzo  | 22:00 |
| Argentino (J)       | 61 - 62  | San Martín (C)     | El Fortín de las Morochas | 7 de marzo  | 21:00 |
| Estudiantes (C)     | 87 - 76  | Obras Basket       | El Gigante Verde          | 7 de marzo  | 21:30 |
| San Lorenzo (BA)    | 84 - 79  | Libertad           | Roberto Pando             | 8 de marzo  | 21:00 |
| Weber Bahía         | 87 - 85  | Hispano Americano  | Osvaldo Casanova          | 8 de marzo  | 21:00 |
| Ferro (BA)          | 89 - 95  | Gimnasia (CR)      | Héctor Etchart            | 9 de marzo  | 21:00 |
| Quilmes             | 63 - 83  | Instituto          | Islas Malvinas            | 9 de marzo  | 21:00 |
| Comunicaciones (M)  | 87 - 78  | Obras Basket       | Comunicaciones            | 9 de marzo  | 21:30 |
| Estudiantes (C)     | 91 - 84  | San Martín (C)     | El Gigante Verde          | 9 de marzo  | 21:30 |
| Argentino (J)       | 95 - 87  | Hispano Americano  | El Fortín de las Morochas | 10 de marzo | 20:00 |
| Boca Juniors        | 82 - 78  | Libertad           | Luis Conde                | 10 de marzo | 21:00 |

| San Lorenzo (BA)   | 87 - 82 | Gimnasia (CR)       | Roberto Pando             | 11 de marzo | 21:00 |
| Peñarol            | 62 - 76 | Instituto           | Islas Malvinas            | 11 de marzo | 21:00 |
| Comunicaciones (M) | 85 - 81 | San Martín (C)      | Comunicaciones            | 11 de marzo | 21:30 |
| Ciclista Olímpico  | 93 - 83 | La Unión de Formosa | Vicente Rosales           | 11 de marzo | 22:00 |
| Quilmes            | 85 - 80 | Estudiantes (C)     | Islas Malvinas            | 12 de marzo | 21:00 |
| Argentino (J)      | 87 - 97 | Gimnasia (CR)       | El Fortín de las Morochas | 13 de marzo | 21:30 |
| Quimsa             | 75 - 84 | La Unión de Formosa | Ciudad                    | 13 de marzo | 22:00 |
| Boca Juniors       | 71 - 76 | Ciclista Olímpico   | Luis Conde                | 14 de marzo | 21:00 |
| Ferro (BA)         | 91 - 80 | Regatas Corrientes  | Héctor Etchart            | 14 de marzo | 21:00 |
| Peñarol            | 68 - 69 | Estudiantes (C)     | Islas Malvinas            | 14 de marzo | 21:00 |
| Weber Bahía        | 69 - 80 | Quilmes             | Norberto Tomas            | 15 de marzo | 21:00 |
| Hispano Americano  | 95 - 78 | Ciclista Olímpico   | Boxing Club               | 16 de marzo | 21:00 |
| Comunicaciones (M) | 84 - 75 | Libertad            | Comunicaciones            | 16 de marzo | 21:30 |
| Gimnasia (CR)      | 79 - 81 | Regatas Corrientes  | Socios Fundadores         | 16 de marzo | 21:30 |
| Obras Basket       | 77 - 70 | Atenas              | Obras Sanitarias          | 16 de marzo | 22:00 |
| Argentino (J)      | 78 - 73 | Quilmes             | El Fortín de las Morochas | 17 de marzo | 20:00 |
| Instituto          | 79 - 77 | Ferro (BA)          | Ángel Sandrín             | 17 de marzo | 21:00 |

| Estudiantes (C)     | 95 - 88 | Libertad           | El Gigante Verde       | 18 de marzo | 21:30 |
| La Unión de Formosa | 76 - 68 | Peñarol            | Cincuentenario         | 18 de marzo | 22:00 |
| Atenas              | 77 - 76 | Ferro (BA)         | Carlos Cerutti         | 19 de marzo | 21:30 |
| Ciclista Olímpico   | 76 - 84 | Quimsa             | Vicente Rosales        | 19 de marzo | 22:00 |
| Hispano Americano   | 83 - 86 | Obras Basket       | Boxing Club            | 20 de marzo | 21:00 |
| Instituto           | 69 - 67 | Comunicaciones     | Ángel Sandrín          | 20 de marzo | 21:00 |
| Regatas Corrientes  | 81 - 76 | Peñarol            | José Jorge Contte      | 20 de marzo | 21:30 |
| San Lorenzo (BA)    | 76 - 74 | Boca Juniors       | Roberto Pando          | 20 de marzo | 22:00 |
| Libertad            | 71 - 69 | Ferro (BA)         | El Hogar de los Tigres | 21 de marzo | 21:30 |
| La Unión de Formosa | 79 - 67 | Argentino (J)      | Cincuentenario         | 21 de marzo | 22:00 |
| Boca Juniors        | 72 - 74 | Weber Bahía        | Luis Conde             | 22 de marzo | 21:00 |
| Atenas              | 87 - 86 | Comunicaciones (M) | Carlos Cerutti         | 22 de marzo | 21:30 |
| San Martín (C)      | 84 - 75 | Peñarol            | El Fortín Rojinegro    | 22 de marzo | 21:30 |
| Obras Basket        | 65 - 58 | Weber Bahía        | Obras Sanitarias       | 23 de marzo | 21:00 |
| San Lorenzo (BA)    | 92 - 76 | Quimsa             | Roberto Pando          | 23 de marzo | 21:00 |
| Regatas Corrientes  | 97 - 91 | Argentino (J)      | José Jorge Contte      | 23 de marzo | 21:30 |
| Instituto           | 73 - 70 | Atenas             | Ángel Sandrín          | 24 de marzo | 21:00 |
| Quilmes             | 84 - 82 | Ciclista Olímpico  | Islas Malvinas         | 24 de marzo | 21:00 |
| Gimnasia (CR)       | 84 - 86 | Libertad           | Socios Fundadores      | 24 de marzo | 21:30 |

| Ferro (BA)         | 77 - 84   | Quimsa              | Héctor Etchart            | 25 de marzo | 21:00 |
| Hispano Americano  | 75 - 80   | Weber Bahía         | Boxing Club               | 25 de marzo | 21:00 |
| Comunicaciones (M) | 83 - 80   | La Unión de Formosa | Comunicaciones            | 25 de marzo | 21:30 |
| San Martín (C)     | 71 - 88   | Argentino (J)       | El Fortín Rojinegro       | 25 de marzo | 21:30 |
| Obras Basket       | 101 - 74  | Libertad            | Obras Sanitarias          | 26 de marzo | 20:00 |
| Peñarol            | 98 - 96   | Ciclista Olímpico   | Islas Malvinas            | 26 de marzo | 21:00 |
| Atenas             | 78 - 67   | Boca Juniors        | Carlos Cerutti            | 26 de marzo | 21:30 |
| Quilmes            | 80 - 87   | Regatas Corrientes  | Islas Malvinas            | 27 de marzo | 21:00 |
| Estudiantes (C)    | 70 - 73   | La Unión de Formosa | El Gigante Verde          | 27 de marzo | 21:30 |
| Gimnasia (CR)      | 76 - 82   | Quimsa              | Socios Fundadores         | 27 de marzo | 21:30 |
| Weber Bahía        | 65 - 67   | Ciclista Olímpico   | Osvaldo Casanova          | 28 de marzo | 20:30 |
| Argentino (J)      | 74 - 90   | Ferro (BA)          | El Fortín de las Morochas | 28 de marzo | 21:00 |
| Hispano Americano  | 110 - 102 | Atenas              | Boxing Club               | 28 de marzo | 21:00 |
| Instituto          | 90 - 84   | Boca Juniors        | Ángel Sandrín             | 28 de marzo | 21:30 |
| Peñarol            | 68 - 84   | Regatas Corrientes  | Islas Malvinas            | 29 de marzo | 21:00 |
| Libertad           | 91 - 76   | La Unión de Formosa | El Hogar de los Tigres    | 29 de marzo | 21:30 |
| Quilmes            | 83 - 79   | San Martín (C)      | Islas Malvinas            | 30 de marzo | 19:00 |
| Estudiantes (C)    | 83 - 77   | Comunicaciones (M)  | El Gigante Verde          | 30 de marzo | 21:30 |
| Ferro (BA)         | 95 - 61   | Hispano Americano   | Héctor Etchart            | 31 de marzo | 20:00 |

| Boca Juniors        | 103 - 81 | Atenas             | Luis Conde          | 1 de abril | 21:00 |
| Peñarol             | 112 - 88 | San Martín (C)     | Islas Malvinas      | 1 de abril | 21:00 |
| Gimnasia (CR)       | 83 - 80  | Instituto          | Socios Fundadores   | 1 de abril | 21:30 |
| Quilmes             | 88 - 92  | Comunicaciones (M) | Islas Malvinas      | 2 de abril | 21:00 |
| Quimsa              | 91 - 77  | Hispano Americano  | Ciudad              | 2 de abril | 22:00 |
| San Lorenzo (BA)    | 86 - 83  | Atenas             | Roberto Pando       | 3 de abril | 19:00 |
| Weber Bahía         | 87 - 71  | San Martín (C)     | Osvaldo Casanova    | 3 de abril | 20:30 |
| Boca Juniors        | 86 - 94  | Instituto          | Luis Conde          | 3 de abril | 21:00 |
| Gimnasia (CR)       | 103 - 81 | Obras Basket       | Socios Fundadores   | 3 de abril | 21:30 |
| La Unión de Formosa | 80 - 84  | Estudiantes (C)    | Cincuentenario      | 3 de abril | 22:00 |
| Peñarol             | 71 - 64  | Comunicaciones (M) | Islas Malvinas      | 4 de abril | 21:00 |
| Ciclista Olímpico   | 86 - 77  | Hispano Americano  | Vicente Rosales     | 4 de abril | 22:00 |
| Weber Bahía         | 89 - 66  | Argentino (J)      | Osvaldo Casanova    | 5 de abril | 20:00 |
| Regatas Corrientes  | 85 - 86  | Estudiantes (C)    | José Jorge Contte   | 5 de abril | 21:30 |
| San Lorenzo (BA)    | 91 - 73  | Instituto          | Roberto Pando       | 5 de abril | 22:00 |
| Quimsa              | 93 - 94  | Libertad           | Ciudad              | 5 de abril | 22:00 |
| Atenas              | 84 - 82  | Gimnasia (CR)      | Carlos Cerutti      | 6 de abril | 20:00 |
| Ferro (BA)          | 106 - 69 | San Lorenzo (BA)   | Héctor Etchart      | 7 de abril | 20:00 |
| Quilmes             | 76 - 65  | Argentino (J)      | Islas Malvinas      | 7 de abril | 21:00 |
| San Martín (C)      | 90 - 84  | Estudiantes (C)    | El Fortín Rojinegro | 7 de abril | 21:00 |
| Ciclista Olímpico   | 81 - 71  | Libertad           | Vicente Rosales     | 7 de abril | 21:00 |

| Obras Basket        | 80 - 73  | Quimsa              | Obras Sanitarias       | 8 de abril  | 20:00 |
| Instituto           | 86 - 90  | Gimnasia (CR)       | Ángel Sandrín          | 8 de abril  | 21:00 |
| Peñarol             | 74 - 81  | Argentino (J)       | Islas Malvinas         | 9 de abril  | 21:00 |
| Comunicaciones (M)  | 86 - 73  | Atenas              | Comunicaciones         | 9 de abril  | 21:30 |
| Hispano Americano   | 90 - 73  | Ferro (BA)          | Boxing Club            | 10 de abril | 21:00 |
| Boca Juniors        | 94 - 85  | Quimsa              | Luis Conde             | 10 de abril | 21:30 |
| Libertad            | 92 - 84  | Quilmes             | El Hogar de los Tigres | 10 de abril | 21:30 |
| La Unión de Formosa | 88 - 78  | Weber Bahía         | Cincuentenario         | 10 de abril | 22:00 |
| Obras Basket        | 76 - 71  | Ciclista Olímpico   | Obras Sanitarias       | 11 de abril | 20:00 |
| Gimnasia (CR)       | 91 - 71  | San Lorenzo (BA)    | Socios Fundadores      | 11 de abril | 21:30 |
| San Martín (C)      | 91 - 96  | Atenas              | El Fortín Rojinegro    | 11 de abril | 21:30 |
| Estudiantes (C)     | 99 - 75  | Quilmes             | El Gigante Verde       | 12 de abril | 21:00 |
| Hispano Americano   | 79 - 82  | Quimsa              | Boxing Club            | 12 de abril | 21:00 |
| Libertad            | 79 - 81  | Peñarol             | El Hogar de los Tigres | 12 de abril | 21:30 |
| Regatas Corrientes  | 74 - 56  | Weber Bahía         | José Jorge Contte      | 12 de abril | 21:30 |
| Boca Juniors        | 84 - 90  | La Unión de Formosa | Luis Conde             | 13 de abril | 21:00 |
| San Lorenzo (BA)    | 102 - 74 | Ciclista Olímpico   | Roberto Pando          | 13 de abril | 21:00 |
| San Martín (C)      | 66 - 40  | Weber Bahía         | El Fortín Rojinegro    | 13 de abril | 21:30 |
| Comunicaciones (M)  | 86 - 84  | Quilmes             | Comunicaciones         | 14 de abril | 21:00 |
| Instituto           | 74 - 62  | Peñarol             | Ángel Sandrín          | 14 de abril | 21:00 |

| Argentino (J)       | 74 - 67  | Obras Basket        | El Fortín de las Morochas | 15 de abril | 21:00 |
| San Lorenzo (BA)    | 82 - 75  | La Unión de Formosa | Roberto Pando             | 15 de abril | 21:00 |
| Gimnasia (CR)       | 78 - 69  | Ciclista Olímpico   | Socios Fundadores         | 15 de abril | 21:30 |
| Instituto           | 82 - 78  | Libertad            | Ángel Sandrín             | 16 de abril | 21:00 |
| Regatas Corrientes  | 74 - 80  | Ferro (BA)          | José Jorge Contte         | 16 de abril | 21:30 |
| Atenas              | 94 - 101 | Peñarol             | Carlos Cerutti            | 16 de abril | 22:00 |
| Quilmes             | 68 - 77  | Boca Juniors        | Islas Malvinas            | 17 de abril | 21:00 |
| Estudiantes (C)     | 104 - 84 | Hispano Americano   | El Gigante Verde          | 17 de abril | 21:30 |
| Gimnasia (CR)       | 76 - 84  | La Unión de Formosa | Socios Fundadores         | 17 de abril | 21:30 |
| Atenas              | 97 - 85  | Libertad            | Carlos Cerutti            | 18 de abril | 21:30 |
| San Martín (C)      | 66 - 82  | Ferro (BA)          | El Fortín Rojinegro       | 18 de abril | 21:30 |
| Ciclista Olímpico   | 72 - 91  | San Lorenzo (BA)    | Vicente Rosales           | 18 de abril | 22:00 |
| Regatas Corrientes  | 82 - 87  | Instituto           | José Jorge Contte         | 19 de abril | 21:00 |
| Comunicaciones (M)  | 94 - 68  | Hispano Americano   | Comunicaciones            | 19 de abril | 21:30 |
| Weber Bahía         | 75 - 87  | Obras Basket        | Osvaldo Casanova          | 20 de abril | 20:30 |
| Quimsa              | 54 - 62  | San Lorenzo (BA)    | Ciudad                    | 20 de abril | 21:30 |
| La Unión de Formosa | 55 - 66  | Ferro (BA)          | Cincuentenario            | 20 de abril | 21:30 |
| Peñarol             | 82 - 63  | Boca Juniors        | Islas Malvinas            | 21 de abril | 20:00 |
| Libertad            | 87 - 72  | Hispano Americano   | El Hogar de los Tigres    | 21 de abril | 21:00 |
| Ciclista Olímpico   | 95 - 93  | Gimnasia (CR)       | Vicente Rosales           | 21 de abril | 21:00 |
| San Martín (C)      | 100 - 78 | Instituto           | El Fortín Rojinegro       | 21 de abril | 21:00 |

| Argentino (J)       | 77 - 75 | Atenas             | El Fortín de las Morochas | 22 de abril | 21:00 |
| Quilmes             | 84 - 82 | Obras Basket       | Islas Malvinas            | 22 de abril | 21:00 |
| San Lorenzo (BA)    | 91 - 72 | Hispano Americano  | Roberto Pando             | 23 de abril | 19:30 |
| La Unión de Formosa | 73 - 92 | Instituto          | Cincuentenario            | 23 de abril | 22:00 |
| Quimsa              | 75 - 80 | Gimnasia (CR)      | Ciudad                    | 23 de abril | 22:00 |
| Weber Bahía         | 79 - 69 | Atenas             | Osvaldo Casanova          | 24 de abril | 20:30 |
| Argentino (J)       | 81 - 73 | San Lorenzo (BA)   | El Fortín de las Morochas | 24 de abril | 21:00 |
| Estudiantes (C)     | 83 - 84 | Ciclista Olímpico  | El Gigante Verde          | 24 de abril | 21:30 |
| Peñarol             | 78 - 84 | Obras Basket       | Islas Malvinas            | 24 de abril | 21:30 |
| Boca Juniors        | 95 - 77 | Gimnasia (CR)      | Luis Conde                | 25 de abril | 20:00 |
| Ferro (BA)          | 78 - 81 | San Martín (C)     | Héctor Etchart            | 25 de abril | 21:00 |
| Comunicaciones (M)  | 86 - 70 | Ciclista Olímpico  | Comunicaciones            | 26 de abril | 21:30 |
| Atenas              | 99 - 95 | San Lorenzo (BA)   | Carlos Cerutti            | 27 de abril | 20:00 |
| Obras Basket        | 67 - 71 | San Martín (C)     | Obras Sanitarias          | 27 de abril | 20:00 |
| Hispano Americano   | 70 - 72 | Argentino (J)      | Boxing Club               | 27 de abril | 21:00 |
| Quimsa              | 98 - 88 | Regatas Corrientes | Ciudad                    | 27 de abril | 21:00 |
| Weber Bahía         | 78 - 90 | Boca Juniors       | Osvaldo Casanova          | 28 de abril | 20:30 |

| Instituto           | 71 - 85  | San Lorenzo (BA)   | Ángel Sandrín             | 29 de abril | 19:00 |
| Obras Basket        | 73 - 58  | Peñarol            | Obras Sanitarias          | 29 de abril | 20:00 |
| Ferro (BA)          | 94 - 84  | Argentino (J)      | Héctor Etchart            | 29 de abril | 21:00 |
| Hispano Americano   | 87 - 61  | San Martín (C)     | Boxing Club               | 29 de abril | 21:00 |
| Ciclista Olímpico   | 88 - 83  | Regatas Corrientes | Vicente Rosales           | 29 de abril | 22:00 |
| Atenas              | 92 - 94  | Estudiantes (C)    | Carlos Cerutti            | 30 de abril | 21:30 |
| La Unión de Formosa | 86 - 90  | Libertad           | Cincuentenario            | 30 de abril | 22:00 |
| Quimsa              | 83 - 86  | Quilmes            | Ciudad                    | 30 de abril | 22:00 |
| Boca Juniors        | 80 - 82  | Comunicaciones (M) | Luis Conde                | 1 de mayo   | 21:00 |
| San Lorenzo (BA)    | 88 - 84  | Peñarol            | Roberto Pando             | 1 de mayo   | 21:00 |
| Instituto           | 88 - 72  | Estudiantes (C)    | Ángel Sandrín             | 1 de mayo   | 21:00 |
| Regatas Corrientes  | 79 - 70  | Libertad           | José Jorge Contte         | 2 de mayo   | 21:30 |
| Ciclista Olímpico   | 88 - 57  | Quilmes            | Vicente Rosales           | 2 de mayo   | 22:00 |
| Weber Bahía         | 69 - 53  | Quimsa             | Osvaldo Casanova          | 3 de mayo   | 20:30 |
| San Lorenzo (BA)    | 71 - 88  | Comunicaciones (M) | Roberto Pando             | 3 de mayo   | 21:00 |
| Ferro (BA)          | 70 - 77  | Obras Basket       | Héctor Etchart            | 3 de mayo   | 21:00 |
| Argentino (J)       | 79 - 66  | Estudiantes (C)    | El Fortín de las Morochas | 3 de mayo   | 21:00 |
| Gimnasia (CR)       | 74 - 64  | Peñarol            | Socios Fundadores         | 3 de mayo   | 21:30 |
| La Unión de Formosa | 91 - 70  | Hispano Americano  | Cincuentenario            | 3 de mayo   | 22:00 |
| Instituto           | 76 - 71  | Quilmes            | Ángel Sandrín             | 4 de mayo   | 21:00 |
| San Martín (C)      | 100 - 79 | Libertad           | El Fortín Rojinegro       | 4 de mayo   | 21:30 |
| Weber Bahía         | 79 - 69  | Estudiantes (C)    | Osvaldo Casanova          | 5 de mayo   | 20:30 |
| Argentino (J)       | 96 - 92  | Quimsa             | El Fortín de las Morochas | 5 de mayo   | 21:00 |
| Gimnasia (CR)       | 91 - 79  | Comunicaciones (M) | Socios Fundadores         | 5 de mayo   | 21:30 |
| Regatas Corrientes  | 86 - 58  | Hispano Americano  | José Jorge Contte         | 5 de mayo   | 21:30 |

| Obras Basket        | 77 - 86  | San Lorenzo (BA)    | Obras Sanitarias          | 6 de mayo  | 20:00 |
| Atenas              | 89 - 71  | Quilmes             | Carlos Cerutti            | 6 de mayo  | 21:30 |
| Ciclista Olímpico   | 79 - 82  | Boca Juniors        | Vicente Rosales           | 6 de mayo  | 22:00 |
| Peñarol             | 93 - 71  | La Unión de Formosa | Islas Malvinas            | 7 de mayo  | 21:00 |
| San Martín (C)      | 63 - 65  | Hispano Americano   | El Fortín Rojinegro       | 7 de mayo  | 21:30 |
| San Lorenzo (BA)    | 75 - 73  | Obras Basket        | Roberto Pando             | 8 de mayo  | 20:00 |
| Comunicaciones (M)  | 79 - 64  | Instituto           | Comunicaciones            | 8 de mayo  | 21:30 |
| Quimsa              | 76 - 82  | Boca Juniors        | Ciudad                    | 8 de mayo  | 22:00 |
| Ferro (BA)          | 87 - 80  | Weber Bahía         | Héctor Etchart            | 9 de mayo  | 21:00 |
| Quilmes             | 89 - 79  | La Unión de Formosa | Islas Malvinas            | 9 de mayo  | 21:00 |
| Regatas Corrientes  | 73 - 79  | San Martín (C)      | José Jorge Contte         | 9 de mayo  | 21:30 |
| San Lorenzo (BA)    | 110 - 76 | Weber Bahía         | Roberto Pando             | 10 de mayo | 21:00 |
| Hispano Americano   | 84 - 76  | Gimnasia (CR)       | Boxing Club               | 10 de mayo | 21:00 |
| Estudiantes (C)     | 97 - 89  | Instituto           | El Gigante Verde          | 10 de mayo | 21:30 |
| Libertad            | 81 - 85  | Atenas              | El Hogar de los Tigres    | 10 de mayo | 21:30 |
| Argentino (J)       | 75 - 78  | Weber Bahía         | El Fortín de las Morochas | 12 de mayo | 21:30 |
| Obras Basket        | 91 - 96  | Gimnasia (CR)       | Obras Sanitarias          | 12 de mayo | 21:30 |
| Peñarol             | 95 - 89  | Quilmes             | Islas Malvinas            | 12 de mayo | 21:30 |
| San Lorenzo (BA)    | 105 - 77 | Ferro (BA)          | Roberto Pando             | 12 de mayo | 21:30 |
| Comunicaciones (M)  | 99 - 78  | Regatas Corrientes  | Comunicaciones            | 12 de mayo | 21:30 |
| Estudiantes (C)     | 77 - 74  | Atenas              | El Gigante Verde          | 12 de mayo | 21:30 |
| Hispano Americano   | 65 - 86  | Boca Juniors        | Boxing Club               | 12 de mayo | 21:30 |
| Libertad            | 69 - 104 | Instituto           | El Hogar de los Tigres    | 12 de mayo | 21:30 |
| Quimsa              | 63 - 87  | Ciclista Olímpico   | Ciudad                    | 12 de mayo | 21:30 |
| La Unión de Formosa | 97 - 80  | San Martín (C)      | Cincuentenario            | 12 de mayo | 21:30 |

## Play-offs; permanencia
Atenas - Quilmes
| 18 de mayo, 20:00 | Atenas                                                                | 93–77                | Quilmes                                                     | Córdoba                                                                                             |  |  |
|                   | Parciales: 27-22, 17-19, 22-20, 27-16                                 |                      |                                                             | |  |  |
|                   | Estadísticas Johnathan Moore 21 Nicolás Romano 9 Maximiliano Stanic 5 | Reporte Pts Reb Asts | Estadísticas 17 Rick Jackson 8 Rick Jackson 3 Mateo Bolívar | Pabellón: Polideportivo Carlos Cerutti Árbitros: * Diego Rougier * Fabricio Vito * Leonardo Zalazar |  |  |
| Serie: 1 - 0      |                                                                       |                      |                                                             | |  |  |
|                   |                                                                       |                      |                                                             | |  |  |

| 20 de mayo, 21:30 | Atenas                                                                 | 99–65                | Quilmes                                                       | Córdoba                                                                                              |  |  |
|                   | Parciales: 18-18, 25-20, 28-11, 28-16                                  |                      |                                                               | |  |  |
|                   | Estadísticas Fernando Martina 21 Leonardo Lema 9 Maximiliano Stanic 11 | Reporte Pts Reb Asts | Estadísticas 17 Winsome Frazier 9 Rick Jackson 8 Rick Jackson | Pabellón: Polideportivo Carlos Cerutti Árbitros: * Alejandro Chiti * Juan Fernández * Daniel Rodrigo |  |  |
| Serie: 2 - 0      |                                                                        |                      |                                                               | |  |  |
|                   |                                                                        |                      |                                                               | |  |  |

| 25 de mayo, 21:00 | Quilmes                                                   | 90–105               | Atenas                                                               | Mar del Plata                                                                             |  |  |
|                   | Parciales: 24-21, 22-30, 21-30, 23-24                     |                      |                                                                      |                                                                                           |  |  |
|                   | Estadísticas Rick Jackson 19 Rick Jackson 8 Lucas Ortíz 7 | Reporte Pts Reb Asts | Estadísticas 23 Nicolás Romano 9 Nicolás Romano 7 Maximiliano Stanic | Pabellón: Estadio Once Unidos Árbitros: * Pablo Estévez * Diego Rougier * Leandro Lezcano |  |  |
| Serie: 0 - 3      |                                                           |                      |                                                                      |                                                                                           |  |  |
|                   |                                                           |                      |                                                                      |                                                                                           |  |  |

| Atenas Ganador; mantiene la división | Quilmes Perdedor; desciende |

## Play-offs; campeonato

### Cuadro
|  | Octavos de final | Octavos de final    | Octavos de final |                     |      | Cuartos de final   | Cuartos de final | Cuartos de final |  |     | Semifinales      | Semifinales | Semifinales |  |     | Final            | Final | Final |  |
|  |                  |                     |                  |                     |      |                    |                  |                  |  |     |                  |             |             |  |     |                  |       |       |  |
|  |                  |                     |                  |                     |      |                    |                  |                  |  |     |                  |             |             |  |     |                  |       |       |  |
|  | 1.°              | San Lorenzo (BA)    | 3                |                     |      |                    |                  |                  |  |     |                  |             |             |  |     |                  |       |       |  |
|  | 1.°              | San Lorenzo (BA)    | 3                |                     |      |                    |                  |                  |  |     |                  |             |             |  |     |                  |       |       |  |
|  | 16.°             | Hispano Americano   | 0                |                     |      |                    |                  |                  |  |     |                  |             |             |  |     |                  |       |       |  |
|  | 16.°             | Hispano Americano   | 0                |                     | 1.°  | San Lorenzo (BA)   | 3                |                  |  |     |                  |             |             |  |     |                  |       |       |  |
|  |                  |                     |                  |                     | 1.°  | San Lorenzo (BA)   | 3                |                  |  |     |                  |             |             |  |     |                  |       |       |  |
|  |                  |                     | 8.°              | Boca Juniors        | 2    |                    |                  |                  |  |     |                  |             |             |  |     |                  |       |       |  |
|  | 8.°              | Boca Juniors        | 8.°              | Boca Juniors        | 2    | 3                  |                  |                  |  |     |                  |             |             |  |     |                  |       |       |  |
|  | 8.°              | Boca Juniors        |                  |                     |      |                    |                  |                  |  |     |                  |             |             |  |     |                  |       |       |  |
|  | 9.°              | Estudiantes (C)     | 2                |                     |      |                    |                  |                  |  |     |                  |             |             |  |     |                  |       |       |  |
|  | 9.°              | Estudiantes (C)     | 2                |                     |      |                    |                  |                  |  | 1.° | San Lorenzo (BA) | 3           |             |  |     |                  |       |       |  |
|  |                  |                     |                  |                     |      |                    |                  |                  |  | 1.° | San Lorenzo (BA) | 3           |             |  |     |                  |       |       |  |
|  |                  |                     | 5.°              | Ferro (BA)          | 1    |                    |                  |                  |  |     |                  |             |             |  |     |                  |       |       |  |
|  | 4.°              | Comunicaciones (M)  | 5.°              | Ferro (BA)          | 1    | 3                  |                  |                  |  |     |                  |             |             |  |     |                  |       |       |  |
|  | 4.°              | Comunicaciones (M)  |                  |                     |      |                    |                  |                  |  |     |                  |             |             |  |     |                  |       |       |  |
|  | 13.°             | Libertad            | 2                |                     |      |                    |                  |                  |  |     |                  |             |             |  |     |                  |       |       |  |
|  | 13.°             | Libertad            | 2                |                     | 4.°  | Comunicaciones (M) | 2                |                  |  |     |                  |             |             |  |     |                  |       |       |  |
|  |                  |                     |                  |                     | 4.°  | Comunicaciones (M) | 2                |                  |  |     |                  |             |             |  |     |                  |       |       |  |
|  |                  |                     | 5.°              | Ferro (BA)          | 3    |                    |                  |                  |  |     |                  |             |             |  |     |                  |       |       |  |
|  | 5.°              | Ferro (BA)          | 5.°              | Ferro (BA)          | 3    | 3                  |                  |                  |  |     |                  |             |             |  |     |                  |       |       |  |
|  | 5.°              | Ferro (BA)          |                  |                     |      |                    |                  |                  |  |     |                  |             |             |  |     |                  |       |       |  |
|  | 12.°             | Quimsa              | 1                |                     |      |                    |                  |                  |  |     |                  |             |             |  |     |                  |       |       |  |
|  | 12.°             | Quimsa              | 1                |                     |      |                    |                  |                  |  |     |                  |             |             |  | 1.° | San Lorenzo (BA) | 4     |       |  |
|  |                  |                     |                  |                     |      |                    |                  |                  |  |     |                  |             |             |  | 1.° | San Lorenzo (BA) | 4     |       |  |
|  |                  |                     | 2.°              | Instituto           | 3    |                    |                  |                  |  |     |                  |             |             |  |     |                  |       |       |  |
|  | 2.°              | Instituto           | 2.°              | Instituto           | 3    | 3                  |                  |                  |  |     |                  |             |             |  |     |                  |       |       |  |
|  | 2.°              | Instituto           |                  |                     |      |                    |                  |                  |  |     |                  |             |             |  |     |                  |       |       |  |
|  | 15.°             | Weber Bahía         | 0                |                     |      |                    |                  |                  |  |     |                  |             |             |  |     |                  |       |       |  |
|  | 15.°             | Weber Bahía         | 0                |                     | 2.°  | Instituto          | 3                |                  |  |     |                  |             |             |  |     |                  |       |       |  |
|  |                  |                     |                  |                     | 2.°  | Instituto          | 3                |                  |  |     |                  |             |             |  |     |                  |       |       |  |
|  |                  |                     | 7.°              | Regatas Corrientes  | 2    |                    |                  |                  |  |     |                  |             |             |  |     |                  |       |       |  |
|  | 7.°              | Regatas Corrientes  | 7.°              | Regatas Corrientes  | 2    | 3                  |                  |                  |  |     |                  |             |             |  |     |                  |       |       |  |
|  | 7.°              | Regatas Corrientes  |                  |                     |      |                    |                  |                  |  |     |                  |             |             |  |     |                  |       |       |  |
|  | 10.°             | San Martín (C)      | 1                |                     |      |                    |                  |                  |  |     |                  |             |             |  |     |                  |       |       |  |
|  | 10.°             | San Martín (C)      | 1                |                     |      |                    |                  |                  |  | 2.° | Instituto        | 3           |             |  |     |                  |       |       |  |
|  |                  |                     |                  |                     |      |                    |                  |                  |  | 2.° | Instituto        | 3           |             |  |     |                  |       |       |  |
|  |                  |                     | 11.°             | Ciclista Olímpico   | 0    |                    |                  |                  |  |     |                  |             |             |  |     |                  |       |       |  |
|  | 3.°              | Gimnasia (CR)       | 11.°             | Ciclista Olímpico   | 0    | 1                  |                  |                  |  |     |                  |             |             |  |     |                  |       |       |  |
|  | 3.°              | Gimnasia (CR)       |                  |                     |      |                    |                  |                  |  |     |                  |             |             |  |     |                  |       |       |  |
|  | 14.°             | La Unión de Formosa | 3                |                     |      |                    |                  |                  |  |     |                  |             |             |  |     |                  |       |       |  |
|  | 14.°             | La Unión de Formosa | 3                |                     | 11.° | Ciclista Olímpico  | 3                |                  |  |     |                  |             |             |  |     |                  |       |       |  |
|  |                  |                     |                  |                     | 11.° | Ciclista Olímpico  | 3                |                  |  |     |                  |             |             |  |     |                  |       |       |  |
|  |                  |                     | 14.°             | La Unión de Formosa | 1    |                    |                  |                  |  |     |                  |             |             |  |     |                  |       |       |  |
|  | 6.°              | Obras Basket        | 14.°             | La Unión de Formosa | 1    | 2                  |                  |                  |  |     |                  |             |             |  |     |                  |       |       |  |
|  | 6.°              | Obras Basket        |                  |                     |      |                    |                  |                  |  |     |                  |             |             |  |     |                  |       |       |  |
|  | 11.°             | Ciclista Olímpico   | 3                |                     |      |                    |                  |                  |  |     |                  |             |             |  |     |                  |       |       |  |
|  | 11.°             | Ciclista Olímpico   | 3                |                     |      |                    |                  |                  |  |     |                  |             |             |  |     |                  |       |       |  |
|  |                  |                     |                  |                     |      |                    |                  |                  |  |     |                  |             |             |  |     |                  |       |       |  |

Nota: Los equipos ubicados en la primera línea obtuvieron ventaja de localía.
Los resultados a la derecha de cada equipo representan los partidos ganados en la serie.

### Octavos de final
San Lorenzo (Buenos Aires) - Hispano Americano
| 16 de mayo, 21:00 | San Lorenzo (BA)                                              | 111–90               | Hispano Americano                                                 | Buenos Aires                                                                                         |  |  |
|                   | Parciales: 22-27, 35-23, 29-25, 25-15                         |                      |                                                                   | |  |  |
|                   | Estadísticas Nicolás Aguirre 34 Joel Anthony 10 Marcos Mata 7 | Reporte Pts Reb Asts | Estadísticas 21 Patricio Tabárez 9 Devon Scott 7 Patricio Tabárez | Pabellón: Polideportivo Roberto Pando Árbitros: * Fabricio Vito * Alejandro Zanabone * Alberto Ponzo |  |  |
| Serie: 1 - 0      |                                                               |                      |                                                                   | |  |  |
|                   |                                                               |                      |                                                                   | |  |  |

| 18 de mayo, 21:00 | San Lorenzo (BA)                                                | 81–77                | Hispano Americano                                       | Buenos Aires                                                                                         |  |  |
|                   | Parciales: 21-15, 19-26, 17-16, 24-20                           |                      |                                                         | |  |  |
|                   | Estadísticas Ramón Clemente 12 Marcos Mata 10 Nicolás Aguirre 7 | Reporte Pts Reb Asts | Estadísticas 21 Daniel Hure 8 Daniel Hure 6 Devon Scott | Pabellón: Polideportivo Roberto Pando Árbitros: * Alejandro Chiti * Sergio Tarifeño * Javier Sánchez |  |  |
| Serie: 2 - 0      |                                                                 |                      |                                                         | |  |  |
|                   |                                                                 |                      |                                                         | |  |  |

| 21 de mayo, 21:00 | Hispano Americano                                            | 83–93                | San Lorenzo (BA)                                                 | Río Gallegos                                                                                                |  |  |
|                   | Parciales: 21-18, 19-22, 15-25, 28-28                        |                      |                                                                  | |  |  |
|                   | Estadísticas Devon Scott 24 Devon Scott 15 Nicolás Paletta 6 | Reporte Pts Reb Asts | Estadísticas 23 Nicolás Aguirre 12 Marcos Mata 4 Nicolás Aguirre | Pabellón: Estadio Boxing Club Árbitros: * Javier Mendoza * Pedro Hoyo * Raúl Lorenzo Televisión: TyC Sports |  |  |
| Serie: 0 - 3      |                                                              |                      |                                                                  | |  |  |
|                   |                                                              |                      |                                                                  | |  |  |

Boca Juniors - Estudiantes Concordia
| 15 de mayo, 21:00 | Boca Juniors                                                    | 84–82                | Estudiantes Concordia                                            | Buenos Aires |  |  |
|                   | Parciales: 26-22, 20-16, 25-16, 13-28                           |                      |                                                                  | |  |  |
|                   | Estadísticas Eric Flor 19 Adrián Boccia 8 Alejandro Konsztadt 7 | Reporte Pts Reb Asts | Estadísticas 21 Daviyon Dreper 9 Martín Leiva 12 Leandro Vildoza | Pabellón: Microestadio Luis Conde Árbitros: * Pablo Estévez * Diego Rougier * Sergio Tarifeño Televisión: TyC Sports |  |  |
| Serie: 1 - 0      |                                                                 |                      |                                                                  | |  |  |
|                   |                                                                 |                      |                                                                  | |  |  |

| 17 de mayo, 21:00 | Boca Juniors                                              | 83–50                | Estudiantes Concordia                                             | Buenos Aires                                                                                            |  |  |
|                   | Parciales: 17-19, 20-17, 24-6, 22-8                       |                      |                                                                   | |  |  |
|                   | Estadísticas Eric Flor 18 Adrián Boccia 8 Adrián Boccia 4 | Reporte Pts Reb Asts | Estadísticas 11 Leandro Vildoza 7 Daviyon Dreper 5 Eduardo Gamboa | Pabellón: Microestadio Luis Conde Árbitros: * Alejandro Ramallo * Fernando Sampietro * Leonardo Zalazar |  |  |
| Serie: 2 - 0      |                                                           |                      |                                                                   | |  |  |
|                   |                                                           |                      |                                                                   | |  |  |

| 20 de mayo, 21:30 | Estudiantes Concordia                                          | 73–69                | Boca Juniors                                                         | Concordia                                                                                      |  |  |
|                   | Parciales: 14-12, 18-20, 18-17, 23-20                          |                      |                                                                      |                                                                                                |  |  |
|                   | Estadísticas Daviyon Dreper 21 Martín Leiva 8 Eduardo Gamboa 4 | Reporte Pts Reb Asts | Estadísticas 18 Adrián Boccia 7 Windi Graterol 5 Alejandro Konsztadt | Pabellón: El Gigante Verde Árbitros: * Rodrigo Castillo * Leandro Lezcano * Alejandro Zanabone |  |  |
| Serie: 1 - 2      |                                                                |                      |                                                                      |                                                                                                |  |  |
|                   |                                                                |                      |                                                                      |                                                                                                |  |  |

| 22 de mayo, 21:30 | Estudiantes Concordia                                            | 104–75               | Boca Juniors                                                     | Concordia                                                                                    |  |  |
|                   | Parciales: 32-16, 31-19, 20-16, 21-24                            |                      |                                                                  |                                                                                              |  |  |
|                   | Estadísticas Daviyon Dreper 26 Gonzalo Torres 6 Eduardo Gamboa 7 | Reporte Pts Reb Asts | Estadísticas 15 Adrián Boccia 5 Windi Graterol 3 Bruno Sansimoni | Pabellón: El Gigante Verde Árbitros: * Sebastián Moncloba * Juan Fernández * Julio Dinamarca |  |  |
| Serie: 2 - 2      |                                                                  |                      |                                                                  |                                                                                              |  |  |
|                   |                                                                  |                      |                                                                  |                                                                                              |  |  |

| 24 de mayo, 20:00 | Boca Juniors                                                    | 87–64                | Estudiantes Concordia                                           | Buenos Aires |  |  |
|                   | Parciales: 22-16, 18-19, 27-11, 20-18                           |                      |                                                                 | |  |  |
|                   | Estadísticas Eric Flor 23 Adrián Boccia 7 Alejandro Konsztadt 7 | Reporte Pts Reb Asts | Estadísticas 24 Leandro Vildoza 9 Martín Leiva 7 Eduardo Gamboa | Pabellón: Microestadio Luis Conde Árbitros: * Alejandro Chiti * Fernando Sampietro * Leonardo Zalazar Televisión: DirecTV Sports |  |  |
| Serie: 3 - 2      |                                                                 |                      |                                                                 | |  |  |
|                   |                                                                 |                      |                                                                 | |  |  |

Comunicaciones (Mercedes) - Libertad
| 16 de mayo, 21:30 | Comunicaciones (M)                                              | 95–97                | Libertad                                                        | Mercedes                                                                                           |  |  |
|                   | Parciales: 23-20, 23-15, 11-25, 26-23 (T.E.: 6-6, 6-8)          |                      |                                                                 | |  |  |
|                   | Estadísticas Novar Gadson 32 Matías Bortolín 10 Luis Cequeira 7 | Reporte Pts Reb Asts | Estadísticas 26 Martín Cuello 8 Ezequiel Zago 8 Nicolás Copello | Pabellón: Estadio de Comunicaciones Árbitros: * Leonardo Zalazar * Alejandro Chiti * Roberto Smith |  |  |
| Serie: 0 - 1      |                                                                 |                      |                                                                 | |  |  |
|                   |                                                                 |                      |                                                                 | |  |  |

| 18 de mayo, 21:00 | Comunicaciones (M)                                              | 87–72                | Libertad                                                            | Mercedes                                                                                        |  |  |
|                   | Parciales: 22-23, 22-19, 21-12, 22-18                           |                      |                                                                     |                                                                                                 |  |  |
|                   | Estadísticas Selem Safar 15 Matías Bortolín 8 Matías Bortolín 4 | Reporte Pts Reb Asts | Estadísticas 15 Nicolás Copello 6 Agustín Caffaro 8 Nicolás Copello | Pabellón: Estadio de Comunicaciones Árbitros: * Oscar Britez * Julio Dinamarca * Javier Mendoza |  |  |
| Serie: 1 - 1      |                                                                 |                      |                                                                     |                                                                                                 |  |  |
|                   |                                                                 |                      |                                                                     |                                                                                                 |  |  |

| 21 de mayo, 21:30 | Libertad                                                          | 66–82                | Comunicaciones (M)                                         | Sunchales                                                                                    |  |  |
|                   | Parciales: 26-18, 14-20, 17-21, 9-23                              |                      |                                                            |                                                                                              |  |  |
|                   | Estadísticas Martín Cuello 18 Nicolás Copello 7 Nicolás Copello 4 | Reporte Pts Reb Asts | Estadísticas 17 Selem Safar 9 Matías Bortolín 4 Kyle Davis | Pabellón: El Hogar de los Tigres Árbitros: * Pablo Estévez * Juan Fernández * Javier Sánchez |  |  |
| Serie: 1 - 2      |                                                                   |                      |                                                            |                                                                                              |  |  |
|                   |                                                                   |                      |                                                            |                                                                                              |  |  |

| 23 de mayo, 21:30 | Libertad                                                         | 91–75                | Comunicaciones (M)                                       | Sunchales                                                                                        |  |  |
|                   | Parciales: 25-21, 23-17, 18-24, 25-13                            |                      |                                                          |                                                                                                  |  |  |
|                   | Estadísticas Martín Cuello 23 Nicolas Copello 8 Martín Cuello 10 | Reporte Pts Reb Asts | Estadísticas 20 Novar Gadson 9 Novar Gadson 3 Kyle Davis | Pabellón: El Hogar de los Tigres Árbitros: * Sebastián Moncloba * Daniel Rodrigo * Fabricio Vito |  |  |
| Serie: 2 - 2      |                                                                  |                      |                                                          |                                                                                                  |  |  |
|                   |                                                                  |                      |                                                          |                                                                                                  |  |  |

| 25 de mayo, 21:30 | Comunicaciones (M)                                         | 84–71                | Libertad                                                        | Mercedes                                                                                            |  |  |
|                   | Parciales: 26-14, 21-14, 24-18, 13-25                      |                      |                                                                 | |  |  |
|                   | Estadísticas Luis Cequeira 13 Devonte Upson 7 Kyle Davis 6 | Reporte Pts Reb Asts | Estadísticas 14 Erik Thomas 6 Nicolás Copello 7 Nicolás Copello | Pabellón: Estadio de Comunicaciones Árbitros: * Alejandro Chiti * Fernando Sampietro * Jorge Chávez |  |  |
| Serie: 3 - 2      |                                                            |                      |                                                                 | |  |  |
|                   |                                                            |                      |                                                                 | |  |  |

Ferro (Buenos Aires) - Quimsa
| 16 de mayo, 21:00 | Ferro (BA)                                                            | 90–63                | Quimsa                                                                   | Buenos Aires                                                                                  |  |  |
|                   | Parciales: 20-14, 19-15, 28-13, 23-21                                 |                      |                                                                          |                                                                                               |  |  |
|                   | Estadísticas Luciano Massarelli 15 Charles Mitchell 16 Iván Gramajo 4 | Reporte Pts Reb Asts | Estadísticas 15 Leonel Schattmann 5 Leo Mainoldi 3 Nicolás De Los Santos | Pabellón: Estadio Héctor Etchart Árbitros: * Rodrigo Castillo * Daniel Rodrigo * Oscar Brítez |  |  |
| Serie: 1 - 0      |                                                                       |                      |                                                                          |                                                                                               |  |  |
|                   |                                                                       |                      |                                                                          |                                                                                               |  |  |

| 18 de mayo, 21:00 | Ferro (BA)                                                            | 107–87               | Quimsa                                                                    | Buenos Aires                                                                                    |  |  |
|                   | Parciales: 25-25, 30-21, 32-22, 20-19                                 |                      |                                                                           |                                                                                                 |  |  |
|                   | Estadísticas Charles Mitchell 29 Mauro Cosolito 6 Sebastián Orresta 5 | Reporte Pts Reb Asts | Estadísticas 20 Leonel Schattmann 7 Roberto Acuña 5 Nicolás De Los Santos | Pabellón: Estadio Héctor Etchart Árbitros: * Pablo Estévez * Juan Fernández * Alejandro Ramallo |  |  |
| Serie: 2 - 0      |                                                                       |                      |                                                                           |                                                                                                 |  |  |
|                   |                                                                       |                      |                                                                           |                                                                                                 |  |  |

| 21 de mayo, 22:00 | Quimsa                                                           | 83–77                | Ferro (BA)                                                         | Santiago del Estero                                                                |  |  |
|                   | Parciales: 21-19, 18-11, 18-20, 26-27                            |                      |                                                                    |                                                                                    |  |  |
|                   | Estadísticas Juan Brussino 16 Federico Aguerre 8 Juan Brussino 6 | Reporte Pts Reb Asts | Estadísticas 17 Iván Gramajo 7 Curtis Mitchell 6 Sebastián Orresta | Pabellón: Estadio Ciudad Árbitros: * Fabricio Vito * Mario Aluz * Leonardo Zalazar |  |  |
| Serie: 1 - 2      |                                                                  |                      |                                                                    |                                                                                    |  |  |
|                   |                                                                  |                      |                                                                    |                                                                                    |  |  |

| 23 de mayo, 21:00 | Quimsa                                                            | 73–77                | Ferro (BA)                                                        | Santiago del Estero                                                                                             |  |  |
|                   | Parciales: 10-24, 15-13, 20-15, 28-25                             |                      |                                                                   | |  |  |
|                   | Estadísticas Jamelle Hagins 19 Jamelle Hagins 10 Courtney Fells 5 | Reporte Pts Reb Asts | Estadísticas 17 Mariano Fierro 11 Mariano Fierro 4 Mauro Cosolito | Pabellón: Estadio Ciudad Árbitros: * Alejandro Chiti * Fernando Sampietro * Jorge Chávez Televisión: TyC Sports |  |  |
| Serie: 1 - 3      |                                                                   |                      |                                                                   | |  |  |
|                   |                                                                   |                      |                                                                   | |  |  |

Instituto - Bahía Basket
| 15 de mayo, 21:00 | Instituto                                                     | 90–66                | Weber Bahía                                                   | Córdoba                                                                                      |  |  |
|                   | Parciales: 20-16, 25-14, 24-23, 21-13                         |                      |                                                               |                                                                                              |  |  |
|                   | Estadísticas Rodney Green 19 Facundo Piñero 9 Gastón Whelan 4 | Reporte Pts Reb Asts | Estadísticas 22 Facundo Corvalán 10 Jamaal Levy 4 Jamaal Levy | Pabellón: Estadio Ángel Sandrín Árbitros: * Fabricio Vito * Julio Dinamarca * Javier Mendoza |  |  |
| Serie: 1 - 0      |                                                               |                      |                                                               |                                                                                              |  |  |
|                   |                                                               |                      |                                                               |                                                                                              |  |  |

| 17 de mayo, 21:00 | Instituto                                                             | 86–78                | Weber Bahía                                                       | Córdoba                                                                                         |  |  |
|                   | Parciales: 19-27, 28-11, 14-16, 25-24                                 |                      |                                                                   |                                                                                                 |  |  |
|                   | Estadísticas Luciano González 21 Pedro Espinoza 11 Luciano González 5 | Reporte Pts Reb Asts | Estadísticas 20 Anthony Johnson 10 Jamaal Levy 7 Facundo Corvalán | Pabellón: Estadio Ángel Sandrín Árbitros: * Juan Fernández * Danilo Molina * Sebastián Moncloba |  |  |
| Serie: 2 - 0      |                                                                       |                      |                                                                   |                                                                                                 |  |  |
|                   |                                                                       |                      |                                                                   |                                                                                                 |  |  |

| 20 de mayo, 20:30 | Weber Bahía                                                            | 66–86                | Instituto                                                          | Bahía Blanca                                                                                        |  |  |
|                   | Parciales: 19-23, 13-16, 21-27, 13-20                                  |                      |                                                                    | |  |  |
|                   | Estadísticas Facundo Corvalán 18 Facundo Corvalán 4 Facundo Corvalán 5 | Reporte Pts Reb Asts | Estadísticas 24 Rodney Green 10 Esteban Batista 3 Luciano González | Pabellón: Estadio Osvaldo Casanova Árbitros: * Fernando Sampietro * Roberto Smith * Gonzalo Delsart |  |  |
| Serie: 0 - 3      |                                                                        |                      |                                                                    | |  |  |
|                   |                                                                        |                      |                                                                    | |  |  |

Regatas Corrientes - San Martín (Corrientes)
| 15 de mayo, 21:30 | Regatas Corrientes                                            | 90–95                | San Martín (C)                                                 | Corrientes                                                                                        |  |  |
|                   | Parciales: 22-14, 19-29, 18-18, 22-20 (T.E.: 9-14)            |                      |                                                                |                                                                                                   |  |  |
|                   | Estadísticas Anthony Smith 25 Anthony Smith 8 Anthony Smith 4 | Reporte Pts Reb Asts | Estadísticas 31 Lucas Faggiano 11 Lee Roberts 5 Lucas Faggiano | Pabellón: Estadio José Jorge Contte Árbitros: * Alejandro Chiti * Roberto Smith * Leandro Lezcano |  |  |
| Serie: 0 - 1      |                                                               |                      |                                                                |                                                                                                   |  |  |
|                   |                                                               |                      |                                                                |                                                                                                   |  |  |

| 17 de mayo, 22:00 | Regatas Corrientes                                                          | 100–89               | San Martín (C)                                               | Corrientes |  |  |
|                   | Parciales: 21-20, 31-21, 24-22, 24-26                                       |                      |                                                              | |  |  |
|                   | Estadísticas Paolo Quinteros 27 Fabián Ramírez Barrios 7 Ægir Steinarsson 6 | Reporte Pts Reb Asts | Estadísticas 23 Michael Hicks 6 Lee Roberts 6 Martín Cabrera | Pabellón: Estadio José Jorge Contte Árbitros: * Fabricio Vito * Julio Dinamarca * Javier Mendoza Televisión: TyC Sports |  |  |
| Serie: 1 - 1      |                                                                             |                      |                                                              | |  |  |
|                   |                                                                             |                      |                                                              | |  |  |

| 20 de mayo, 21:30 | San Martín (C)                                                 | 85–89                | Regatas Corrientes                                                     | Corrientes                                                                                            |  |  |
|                   | Parciales: 18-16, 24-33, 23-17, 20-23                          |                      |                                                                        | |  |  |
|                   | Estadísticas Lucas Faggiano 26 Lee Roberts 10 Martín Cabrera 4 | Reporte Pts Reb Asts | Estadísticas 18 Juan Arengo 10 Fabián Ramírez Barrios 4 Marco Giordano | Pabellón: Estadio Raúl Argentino Ortíz Árbitros: * Pablo Estévez * Diego Rougier * Sebastián Moncloba |  |  |
| Serie: 1 - 2      |                                                                |                      |                                                                        | |  |  |
|                   |                                                                |                      |                                                                        | |  |  |

| 22 de mayo, 21:30 | San Martín (C)                                             | 124–128              | Regatas Corrientes                                                        | Corrientes                                                                                            |  |  |
|                   | Parciales: 14-26, 38-28, 24-17, 21-26 (T.E.: 12-12, 15-19) |                      |                                                                           | |  |  |
|                   | Estadísticas Michael Hicks 27 Lee Roberts 12 Rick Harris 5 | Reporte Pts Reb Asts | Estadísticas 29 Paolo Quinteros 7 Fabián Ramírez Barrios 4 marco Giordano | Pabellón: Estadio Raúl Argentino Ortíz Árbitros: * Oscar Brítez * Alejandro Zanabone * Javier Sánchez |  |  |
| Serie: 1 - 3      |                                                            |                      |                                                                           | |  |  |
|                   |                                                            |                      |                                                                           | |  |  |

Gimnasia (Comodoro Rivadavia) - La Unión de Formosa
| 15 de mayo, 21:30 | Gimnasia (CR)                                                | 71–72                | La Unión de Formosa                                                        | Comodoro Rivadavia                                                                                           |  |  |
|                   | Parciales: 11-27, 13-13, 19-5, 21-19 (T.E.: 7-8)             |                      |                                                                            | |  |  |
|                   | Estadísticas Jonatan Treise 17 Eloy Vargas 10 Diego Romero 5 | Reporte Pts Reb Asts | Estadísticas 21 Jonathan Flowers 6 Jonathan Maldonado 2 Jonathan Maldonado | Pabellón: Estadio Socios Fundadores Árbitros: * Fernando Sampietro * Alejandro Zanabone * Sebastián Moncloba |  |  |
| Serie: 0 - 1      |                                                              |                      |                                                                            | |  |  |
|                   |                                                              |                      |                                                                            | |  |  |

| 17 de mayo, 21:30 | Gimnasia (CR)                                                    | 71–70                | La Unión de Formosa                                                         | Comodoro Rivadavia                                                                                 |  |  |
|                   | Parciales: 17-29, 26-14, 19-15, 9-12                             |                      |                                                                             | |  |  |
|                   | Estadísticas Dwight Lewis 18 Franco Giorgetti 8 Jonatan Treise 4 | Reporte Pts Reb Asts | Estadísticas 15 Jonathan Maldonado 12 Keith Wright Jr. 4 Jonathan Maldonado | Pabellón: Estadio Socios Fundadores Árbitros: * Sergio Tarifeño * Leandro Lezcano * Javier Sánchez |  |  |
| Serie: 1 - 1      |                                                                  |                      |                                                                             | |  |  |
|                   |                                                                  |                      |                                                                             | |  |  |

| 20 de mayo, 22:00 | La Unión de Formosa                                                  | 90–64                | Gimnasia (CR)                                           | Formosa                                                                                          |  |  |
|                   | Parciales: 22-12, 25-18, 19-16, 24-18                                |                      |                                                         |                                                                                                  |  |  |
|                   | Estadísticas Alexis Elsener 19 Alexis Elsener 7 Jonathan Maldonado 5 | Reporte Pts Reb Asts | Estadísticas 20 Eloy Vargas 9 Eloy Vargas 3 José Mensia | Pabellón: Polideportivo Cincuentenario Árbitros: * Oscar Brítez * Julio Dinamarca * Raúl Sánchez |  |  |
| Serie: 2 - 1      |                                                                      |                      |                                                         |                                                                                                  |  |  |
|                   |                                                                      |                      |                                                         |                                                                                                  |  |  |

| 22 de mayo, 22:00 | La Unión de Formosa                                                        | 90–84                | Gimnasia (CR)                                                  | Formosa                                                                                          |  |  |
|                   | Parciales: 24-24, 21-11, 24-22, 21-27                                      |                      |                                                                |                                                                                                  |  |  |
|                   | Estadísticas Jonathan Maldonado 24 Alexis Elsener 9 Nicolás Zurschmitten 4 | Reporte Pts Reb Asts | Estadísticas 21 Sebastián Vega 7 Diego Romero 6 Jonatan Treise | Pabellón: Polideportivo Cincuentenario Árbitros: * Alberto Ponzo * Diego Rougier * Roberto Smith |  |  |
| Serie: 3 - 1      |                                                                            |                      |                                                                |                                                                                                  |  |  |
|                   |                                                                            |                      |                                                                |                                                                                                  |  |  |

Obras Basket - Ciclista Olímpico
| 15 de mayo, 20:00 | Obras Basket                                                  | 70–79                | Ciclista Olímpico                                                       | Buenos Aires                                                                                 |  |  |
|                   | Parciales: 18-18, 11-16, 23-24, 18-21                         |                      |                                                                         |                                                                                              |  |  |
|                   | Estadísticas Pedro Barral 17 Eric Anderson Jr 10 Pedro Barral | Reporte Pts Reb Asts | Estadísticas 15 Jeremiah Massey 6 Emiliano Basabe 6 Juan Pablo Figueroa | Pabellón: Estadio Obras Sanitarias Árbitros: * Daniel Rodrigo * Oscar Brítez * Alberto Ponzo |  |  |
| Serie: 0 - 1      |                                                               |                      |                                                                         |                                                                                              |  |  |
|                   |                                                               |                      |                                                                         |                                                                                              |  |  |

| 17 de mayo, 20:00 | Obras Basket                                                      | 69–58                | Ciclista Olímpico                                                     | Buenos Aires |  |  |
|                   | Parciales: 18-16, 15-16, 21-11, 15-15                             |                      |                                                                       | |  |  |
|                   | Estadísticas Phillip Lockett 20 Phillip Lockett 10 Pedro Barral 5 | Reporte Pts Reb Asts | Estadísticas 15 Gelvis Solano 6 Emiliano Basabe 4 Juan Pablo Figueroa | Pabellón: Estadio Obras Sanitarias Árbitros: * Pablo Estévez * Diego Rougier * Rodrigo Castillo Televisión: DirecTV Sports |  |  |
| Serie: 1 - 1      |                                                                   |                      |                                                                       | |  |  |
|                   |                                                                   |                      |                                                                       | |  |  |

| 20 de mayo, 22:00 | Ciclista Olímpico                                                    | 71–80                | Obras Basket                                                  | La Banda                                                                                     |  |  |
|                   | Parciales: 15-19, 20-10, 15-16, 21-35                                |                      |                                                               |                                                                                              |  |  |
|                   | Estadísticas Jonathan Machuca 14 Emiliano Basabe 9 Jeremiah Massey 3 | Reporte Pts Reb Asts | Estadísticas 31 Dion Dixon 13 Eric Anderson Jr 4 Pedro Barral | Pabellón: Estadio Vicente Rosales Árbitros: * Fabricio Vito * Leonardo Zalazar * Ariel Rosas |  |  |
| Serie: 1 - 2      |                                                                      |                      |                                                               |                                                                                              |  |  |
|                   |                                                                      |                      |                                                               |                                                                                              |  |  |

| 22 de mayo, 22:00 | Ciclista Olímpico                                                 | 93–73                | Obras Basket                                                     | La Banda                                                                                        |  |  |
|                   | Parciales: 18-18, 26-14, 27-20, 22-21                             |                      |                                                                  |                                                                                                 |  |  |
|                   | Estadísticas Gelvis Solano 20 Emiliano Basabe 8 Jeremiah Massey 4 | Reporte Pts Reb Asts | Estadísticas 19 Eric Anderson Jr 7 Eric Anderson Jr 5 Dion Dixon | Pabellón: Estadio Vicente Rosales Árbitros: * Alejandro Chiti * Fernando Sampietro * Mario Aluz |  |  |
| Serie: 2 - 2      |                                                                   |                      |                                                                  |                                                                                                 |  |  |
|                   |                                                                   |                      |                                                                  |                                                                                                 |  |  |

| 24 de mayo, 21:30 | Obras Basket                                                           | 76–85                | Ciclista Olímpico                                             | Buenos Aires                                                                               |  |  |
|                   | Parciales: 17-21, 15-14, 22-23, 22-27                                  |                      |                                                               |                                                                                            |  |  |
|                   | Estadísticas Fernando Zurbriggen 21 Eric Anderson Jr 11 Pedro Barral 4 | Reporte Pts Reb Asts | Estadísticas 25 Gelvis Solano 9 Gelvis Solano 7 Gelvis Solano | Pabellón: Estadio Héctor Etchart Árbitros: * Daniel Rodrigo * Fabricio Vito * Oscar Brítez |  |  |
| Serie: 2 - 3      |                                                                        |                      |                                                               |                                                                                            |  |  |
|                   |                                                                        |                      |                                                               |                                                                                            |  |  |

### Cuartos de final
San Lorenzo (Buenos Aires) - Boca Juniors
| 28 de mayo, 21:00 | San Lorenzo (BA)                                              | 70–65                | Boca Juniors                                                                             | Buenos Aires                                                                                        |  |  |
|                   | Parciales: 15-16, 20-16, 22-14, 13-19                         |                      |                                                                                          | |  |  |
|                   | Estadísticas Marcos Mata 17 Joel Anthony 10 Nicolás Aguirre 9 | Reporte Pts Reb Asts | Estadísticas 15 Jasiel Rivero Fernández 10 Jasiel Rivero Fernández 5 Alejandro Konsztadt | Pabellón: Polideportivo Roberto Pando Árbitros: * Fabricio Vito * Oscar Brítez * Sebastián Moncloba |  |  |
| Serie: 1 - 0      |                                                               |                      |                                                                                          | |  |  |
|                   |                                                               |                      |                                                                                          | |  |  |

| 30 de mayo, 21:30 | San Lorenzo (BA)                                                | 94–67                | Boca Juniors                                                         | Buenos Aires |  |  |
|                   | Parciales: 25-19, 16-23, 27-12, 26-13                           |                      |                                                                      | |  |  |
|                   | Estadísticas Nicolás Aguirre 26 Mathías Calfani 9 Marcos Mata 7 | Reporte Pts Reb Asts | Estadísticas 25 Jasiel Rivero 12 Jasiel Rivero 7 Alejandro Konsztadt | Pabellón: Polideportivo Roberto Pando Árbitros: * Pablo Estévez * Leandro Lezcano * Fernando Sampietro Televisión: TyC Sports |  |  |
| Serie: 2 - 0      |                                                                 |                      |                                                                      | |  |  |
|                   |                                                                 |                      |                                                                      | |  |  |

| 2 de junio, 22:00 | Boca Juniors                                                        | 99–94                | San Lorenzo (BA)                                             | Buenos Aires                                                                                    |  |  |
|                   | Parciales: 20-23, 13-24, 26-23, 25-14 (T.E.: 15-10)                 |                      |                                                              |                                                                                                 |  |  |
|                   | Estadísticas Adrián Boccia 25 Adrián Boccia 8 Alejandro Konsztadt 8 | Reporte Pts Reb Asts | Estadísticas 31 Dar Tucker 13 Joel Anthony 3 Nicolás Aguirre | Pabellón: Microestadio Luis Conde Árbitros: * Alejandro Chiti * Daniel Rodrigo * Javier Sánchez |  |  |
| Serie: 1 - 2      |                                                                     |                      |                                                              |                                                                                                 |  |  |
|                   |                                                                     |                      |                                                              |                                                                                                 |  |  |

| 4 de junio, 21:00 | Boca Juniors                                                         | 71–58                | San Lorenzo (BA)                                                 | Buenos Aires |  |  |
|                   | Parciales: 14-19, 21-14, 21-15, 15-10                                |                      |                                                                  | |  |  |
|                   | Estadísticas Lucas Gargallo 18 Adrián Boccia 8 Alejandro Konsztadt 6 | Reporte Pts Reb Asts | Estadísticas 19 Dar Tucker 13 Jerome Meyinsse 2 Máximo Fjellerup | Pabellón: Microestadio Luis Conde Árbitros: * Juan Fernández * Fernando Sampietro * Oscar Brítez Televisión: TyC Sports |  |  |
| Serie: 2 - 2      |                                                                      |                      |                                                                  | |  |  |
|                   |                                                                      |                      |                                                                  | |  |  |

| 6 de junio, 21:00 | San Lorenzo (BA)                                               | 72–63                | Boca Juniors                                                   | Buenos Aires |  |  |
|                   | Parciales: 16-9, 19-13, 17-20, 20-21                           |                      |                                                                | |  |  |
|                   | Estadísticas José Vildoza 17 Jerome Meyinsse 10 José Vildoza 3 | Reporte Pts Reb Asts | Estadísticas 19 Adrián Boccia 7 Jasiel Rivero 3 Lucas Gargallo | Pabellón: Polideportivo Roberto Pando Árbitros: * Pablo Estévez * Fabricio Vito * Ariel Rosas Televisión: TyC Sports |  |  |
| Serie: 3 - 2      |                                                                |                      |                                                                | |  |  |
|                   |                                                                |                      |                                                                | |  |  |

Instituto - Regatas Corrientes
| 27 de mayo, 21:00 | Instituto                                                          | 92–85                | Regatas Corrientes                                                     | Córdoba                                                                                      |  |  |
|                   | Parciales: 19-27, 18-25, 26-9, 29-24                               |                      |                                                                        |                                                                                              |  |  |
|                   | Estadísticas Luciano González 27 Pablo Espinoza 8 Santiago Scala 7 | Reporte Pts Reb Asts | Estadísticas 17 Tayavek Gallizzi 8 Anthony Smith, Jr. 4 Marco Giordano | Pabellón: Estadio Ángel Sandrín Árbitros: * Fabricio Vito * Leonardo Zalazar * Alberto Ponzo |  |  |
| Serie: 1 - 0      |                                                                    |                      |                                                                        |                                                                                              |  |  |
|                   |                                                                    |                      |                                                                        |                                                                                              |  |  |

| 29 de mayo, 21:00 | Instituto                                                            | 96–85                | Regatas Corrientes                                            | Córdoba                                                                                       |  |  |
|                   | Parciales: 22-19, 28-18, 25-21, 21-27                                |                      |                                                               |                                                                                               |  |  |
|                   | Estadísticas Luciano González 20 Sam Clancy, Jr. 16 Santiago Scala 4 | Reporte Pts Reb Asts | Estadísticas 18 Omar Cantón 6 Omar Cantón 6 Andonys Henriquez | Pabellón: Estadio Ángel Sandrín Árbitros: * Juan Fernández * Fernando Sampietro * Ariel Rosas |  |  |
| Serie: 2 - 0      |                                                                      |                      |                                                               |                                                                                               |  |  |
|                   |                                                                      |                      |                                                               |                                                                                               |  |  |

| 1 de junio, 20:00 | Regatas Corrientes                                                             | 94–88                | Instituto                                                        | Corrientes |  |  |
|                   | Parciales: 28-11, 16-18, 20-32, 30-27                                          |                      |                                                                  | |  |  |
|                   | Estadísticas Anthony Smith Jr. 26 Fabian Ramírez Barrios 14 Ægir Steinarsson 5 | Reporte Pts Reb Asts | Estadísticas 24 Facundo Piñero 9 Esteban Batista 8 Gastón Whelan | Pabellón: Estadio José Jorge Contte Árbitros: * Pablo Estévez * Daniel Rodrigo * Diego Rougier Televisión: DirecTV Sports |  |  |
| Serie: 1 - 2      |                                                                                |                      |                                                                  | |  |  |
|                   |                                                                                |                      |                                                                  | |  |  |

| 3 de junio, 21:30 | Regatas Corrientes                                                   | 98–83                | Instituto                                                         | Corrientes                                                                                   |  |  |
|                   | Parciales: 29-19, 14-20, 21-20, 34-24                                |                      |                                                                   |                                                                                              |  |  |
|                   | Estadísticas Fabián Ramírez Barrios 20 Javier Saiz 4 Anthony Smith 5 | Reporte Pts Reb Asts | Estadísticas 23 Santiago Scala 9 Sam Clancy, Jr. 6 Santiago Scala | Pabellón: Estadio José Jorge Contte Árbitros: * Fabricio Vito * Oscar Brítez * Danilo Molina |  |  |
| Serie: 2 - 2      |                                                                      |                      |                                                                   |                                                                                              |  |  |
|                   |                                                                      |                      |                                                                   |                                                                                              |  |  |

| 5 de junio, 21:00 | Instituto                                                    | 76–73                | Regatas Corrientes                                                            | Córdoba |  |  |
|                   | Parciales: 23-17, 21-19, 15-21, 17-16                        |                      |                                                                               | |  |  |
|                   | Estadísticas Rodney Green 18 Gastón Whelan 8 Gastón Whelan 4 | Reporte Pts Reb Asts | Estadísticas 16 Tayavek Gallizzi 10 Tayavek Gallizzi 4 Fabián Ramírez Barrios | Pabellón: Estadio Ángel Sandrín Árbitros: * Pablo Estévez * Juan Fernández * Alberto Ponzo Televisión: TyC Sports |  |  |
| Serie: 3 - 2      |                                                              |                      |                                                                               | |  |  |
|                   |                                                              |                      |                                                                               | |  |  |

Comunicaciones (Mercedes) - Ferro (Buenos Aires)
| 28 de mayo, 21:30 | Comunicaciones (M)                                      | 96–77                | Ferro (BA)                                                       | Mercedes                                                                                         |  |  |
|                   | Parciales: 31-20, 24-16, 21-20, 20-21                   |                      |                                                                  |                                                                                                  |  |  |
|                   | Estadísticas Selem Safar 19 Kyle Davis 6 Novar Gadson 7 | Reporte Pts Reb Asts | Estadísticas 16 Mariano Fierro 8 Charles Mitchell 5 Iván Gramajo | Pabellón: Estadio de Comunicaciones Árbitros: * Leandro Lezcano * Danilo Molina * Javier Mendoza |  |  |
| Serie: 1 - 0      |                                                         |                      |                                                                  |                                                                                                  |  |  |
|                   |                                                         |                      |                                                                  |                                                                                                  |  |  |

| 30 de mayo, 21:30 | Comunicaciones (M)                                            | 56–86                | Ferro (BA)                                                         | Mercedes                                                                                        |  |  |
|                   | Parciales: 17-25, 6-20, 23-23, 10-18                          |                      |                                                                    |                                                                                                 |  |  |
|                   | Estadísticas Novar Gadson 13 Devonte Upson 8 José Defelippo 4 | Reporte Pts Reb Asts | Estadísticas 17 Luciano Massarelli 13 Mariano Fierro 6 Tomás Spano | Pabellón: Estadio de Comunicaciones Árbitros: * Diego Rougier * Oscar Brítez * Rodrigo Castillo |  |  |
| Serie: 1 - 1      |                                                               |                      |                                                                    |                                                                                                 |  |  |
|                   |                                                               |                      |                                                                    |                                                                                                 |  |  |

| 2 de junio, 20:00 | Ferro (BA)                                                             | 87–66                | Comunicaciones (M)                                            | Buenos Aires                                                                                     |  |  |
|                   | Parciales: 24-15, 22-22, 21-18, 20-11                                  |                      |                                                               |                                                                                                  |  |  |
|                   | Estadísticas Mariano Fierro 19 Charles Mitchell 15 Sebastián Orresta 7 | Reporte Pts Reb Asts | Estadísticas 14 Selem Safar 8 Matías Bortolín 4 Luis Cequeira | Pabellón: Estadio Héctor Etchart Árbitros: * Pablo Estévez * Juan Fernández * Fernando Sampietro |  |  |
| Serie: 2 - 1      |                                                                        |                      |                                                               |                                                                                                  |  |  |
|                   |                                                                        |                      |                                                               |                                                                                                  |  |  |

| 4 de junio, 21:00 | Ferro (BA)                                                          | 80–85                | Comunicaciones (M)                                               | Buenos Aires                                                                                  |  |  |
|                   | Parciales: 29-14, 10-25, 12-16, 29-30                               |                      |                                                                  |                                                                                               |  |  |
|                   | Estadísticas Mariano Fierro 17 Charles Mitchell 13 Mauro Cosolito 8 | Reporte Pts Reb Asts | Estadísticas 21 Matías Bortolín 8 Devonte Upson 10 Luis Cequeira | Pabellón: Estadio Héctor Etchart Árbitros: * Alejandro Chiti * Daniel Rodrigo * Fabricio Vito |  |  |
| Serie: 2 - 2      |                                                                     |                      |                                                                  |                                                                                               |  |  |
|                   |                                                                     |                      |                                                                  |                                                                                               |  |  |

| 6 de junio, 21:30 | Comunicaciones (M)                                             | 69–72                | Ferro (BA)                                                            | Mercedes                                                                                        |  |  |
|                   | Parciales: 13-19, 22-18, 18-16, 16-19                          |                      |                                                                       |                                                                                                 |  |  |
|                   | Estadísticas Selem Safar 21 Matías Bortolín 15 Luis Cequeira 6 | Reporte Pts Reb Asts | Estadísticas 19 Charles Mitchell 10 Charles Mitchell 4 Mauro Cosolito | Pabellón: Estadio de Comunicaciones Árbitros: * Diego Rougier * Oscar Brítez * Rodrigo Castillo |  |  |
| Serie: 2 - 3      |                                                                |                      |                                                                       |                                                                                                 |  |  |
|                   |                                                                |                      |                                                                       |                                                                                                 |  |  |

Ciclista Olímpico - La Unión de Formosa
| 27 de mayo, 22:00 | Ciclista Olímpico                                               | 79–94                | La Unión de Formosa                                                   | La Banda                                                                                          |  |  |
|                   | Parciales: 19-21, 22-17, 19-26, 19-30                           |                      |                                                                       |                                                                                                   |  |  |
|                   | Estadísticas Gelvis Solano 23 Facundo Vázquez 5 Gelvis Solano 6 | Reporte Pts Reb Asts | Estadísticas 19 Alexis Elsener 14 Alexis Elsener 8 Jonathan Maldonado | Pabellón: Estadio Vicente Rosales Árbitros: * Pablo Estévez * Juan Fernández * Alejandro Zanabone |  |  |
| Serie: 0 - 1      |                                                                 |                      |                                                                       |                                                                                                   |  |  |
|                   |                                                                 |                      |                                                                       |                                                                                                   |  |  |

| 29 de mayo, 22:00 | Ciclista Olímpico                                                      | 81–70                | La Unión de Formosa                                                  | La Banda                                                                                          |  |  |
|                   | Parciales: 23-14, 11-21, 23-18, 24-17                                  |                      |                                                                      |                                                                                                   |  |  |
|                   | Estadísticas Gelvis Solano 24 Luis Santos Bonilla 7 Jonathan Machuca 8 | Reporte Pts Reb Asts | Estadísticas 19 Federico Marín 11 Alexis Elsener 3 Johnathan Flowers | Pabellón: Estadio Vicente Rosales Árbitros: * Alejandro Chiti * Daniel Rodrigo * Leonardo Zalazar |  |  |
| Serie: 1 - 1      |                                                                        |                      |                                                                      |                                                                                                   |  |  |
|                   |                                                                        |                      |                                                                      |                                                                                                   |  |  |

| 1 de junio, 21:30 | La Unión de Formosa                                                  | 71–79                | Ciclista Olímpico                                           | Formosa                                                                                              |  |  |
|                   | Parciales: 19-27, 19-24, 18-15, 15-13                                |                      |                                                             | |  |  |
|                   | Estadísticas Alexis Elsener 17 Alexis Elsener 8 Jonathan Maldonado 2 | Reporte Pts Reb Asts | Estadísticas 19 Gelvis Solano 8 Luis Santos 4 Gelvis Solano | Pabellón: Polideportivo Cincuentenario Árbitros: * Fernando Sampietro * Fabricio Vito * Oscar Brítez |  |  |
| Serie: 1 - 2      |                                                                      |                      |                                                             | |  |  |
|                   |                                                                      |                      |                                                             | |  |  |

| 3 de junio, 22:00 | La Unión de Formosa                                               | 75–89                | Ciclista Olímpico                                                    | Formosa                                                                                           |  |  |
|                   | Parciales: 22-24, 24-18, 13-28, 16-19                             |                      |                                                                      |                                                                                                   |  |  |
|                   | Estadísticas Coron Williams 18 Alexis Elsener 10 Federico Marín 4 | Reporte Pts Reb Asts | Estadísticas 21 Jeremiah Massey 6 Emiliano Basabe 5 Jonathan Machuca | Pabellón: Polideportivo Cincuentenario Árbitros: * Pablo Estévez * Juan Fernández * Diego Rougier |  |  |
| Serie: 1 - 3      |                                                                   |                      |                                                                      |                                                                                                   |  |  |
|                   |                                                                   |                      |                                                                      |                                                                                                   |  |  |

### Semifinales
San Lorenzo (Buenos Aires) - Ferro (Buenos Aires)
| 9 de junio, 22:00 | San Lorenzo (BA)                                            | 96–78                | Ferro (BA)                                                                | Buenos Aires |  |  |
|                   | Parciales: 24-19, 25-16, 24-30, 23-13                       |                      |                                                                           | |  |  |
|                   | Estadísticas Dar Tucker 22 Jerome Meyinsse 12 Donald Sims 8 | Reporte Pts Reb Asts | Estadísticas 17 Luciano Massarelli 11 Mariano Fierro 5 Luciano Massarelli | Pabellón: Polideportivo Roberto Pando Árbitros: * Alejandro Chiti * Oscar Brítez * Alejandro Zanabone Televisión: TyC Sports |  |  |
| Serie: 1 - 0      |                                                             |                      |                                                                           | |  |  |
|                   |                                                             |                      |                                                                           | |  |  |

| 11 de junio, 21:00 | San Lorenzo (BA)                                                 | 86–83                | Ferro (BA)                                                                  | Buenos Aires |  |  |
|                    | Parciales: 28-9, 17-25, 17-20, 24-29                             |                      |                                                                             | |  |  |
|                    | Estadísticas Donald Sims 24 Jerome Meyinsse 9 Máximo Fjellerup 5 | Reporte Pts Reb Asts | Estadísticas 20 Luciano Massarelli 10 Charles Mitchell 7 Luciano Massarelli | Pabellón: Polideportivo Roberto Pando Árbitros: * Juan Fernández * Fernando Sampietro * Javier Sánchez Televisión: TyC Sports |  |  |
| Serie: 2 - 0       |                                                                  |                      |                                                                             | |  |  |
|                    |                                                                  |                      |                                                                             | |  |  |

| 14 de junio, 21:30 | Ferro (BA)                                                            | 68–67                | San Lorenzo (BA)                                                  | Buenos Aires |  |  |
|                    | Parciales: 20-14, 17-17, 13-25, 18-11                                 |                      |                                                                   | |  |  |
|                    | Estadísticas Mauro Cosolito 12 Kevin Hernández 8 Luciano Massarelli 3 | Reporte Pts Reb Asts | Estadísticas 13 Donald Sims 11 Mathías Calfani 4 Máximo Fjellerup | Pabellón: Estadio Héctor Etchart Árbitros: * Daniel Rodrigo * Diego Rougier * Fabricio Vito Televisión: TyC Sports |  |  |
| Serie: 1 - 2       |                                                                       |                      |                                                                   | |  |  |
|                    |                                                                       |                      |                                                                   | |  |  |

| 16 de junio, 21:00 | Ferro (BA)                                                                | 55–77                | San Lorenzo (BA)                                              | Buenos Aires |  |  |
|                    | Parciales: 13-18, 12-15, 18-23, 12-21                                     |                      |                                                               | |  |  |
|                    | Estadísticas Luciano Massarelli 19 Mariano Fierro 13 Luciano Massarelli 3 | Reporte Pts Reb Asts | Estadísticas 20 José Vildoza 9 Mathías Calfani 6 José Vildoza | Pabellón: Estadio Héctor Etchart Árbitros: * Pablo Estévez * Leandro Lezcano * Sebastián Moncloba Televisión: DirecTV Sports |  |  |
| Serie: 1 - 3       |                                                                           |                      |                                                               | |  |  |
|                    |                                                                           |                      |                                                               | |  |  |

Instituto - Ciclista Olímpico
| 8 de junio, 21:00 | Instituto                                                        | 84–69                | Ciclista Olímpico                                             | Córdoba |  |  |
|                   | Parciales: 20-17, 22-14, 21-22, 21-16                            |                      |                                                               | |  |  |
|                   | Estadísticas Esteban Batista 20 Esteban Batista 9 Rodney Green 5 | Reporte Pts Reb Asts | Estadísticas 23 Gelvis Solano 8 Iván Basualdo 5 Gelvis Solano | Pabellón: Estadio Ángel Sandrín Árbitros: * Pablo Estévez * Daniel Rodrigo * Danilo Molina Televisión: DirecTV Sports |  |  |
| Serie: 1 - 0      |                                                                  |                      |                                                               | |  |  |
|                   |                                                                  |                      |                                                               | |  |  |

| 10 de junio, 21:00 | Instituto                                                    | 86–78                | Ciclista Olímpico                                                  | Córdoba                                                                                        |  |  |
|                    | Parciales: 16-19, 16-12, 22-27, 32-20                        |                      |                                                                    |                                                                                                |  |  |
|                    | Estadísticas Rodney Green 19 Facundo Piñero 8 Rodney Green 5 | Reporte Pts Reb Asts | Estadísticas 18 Iván Basualdo 5 Emiliano Basabe 6 Jonathan Machuca | Pabellón: Estadio Ángel Sandrín Árbitros: * Diego Rougier * Fabricio Vito * Sebastián Moncloba |  |  |
| Serie: 2 - 0       |                                                              |                      |                                                                    |                                                                                                |  |  |
|                    |                                                              |                      |                                                                    |                                                                                                |  |  |

| 14 de junio, 22:00 | Ciclista Olímpico                                                  | 68–101               | Instituto                                                           | La Banda                                                                                     |  |  |
|                    | Parciales: 13-22, 16-20, 24-37, 15-22                              |                      |                                                                     |                                                                                              |  |  |
|                    | Estadísticas Jeremiah Massey 14 Iván Basualdo 7 Jonathan Machuca 4 | Reporte Pts Reb Asts | Estadísticas 17 Luciano González 11 Esteban Batista 7 Gastón Whelan | Pabellón: Estadio Vicente Rosales Árbitros: * Juan Fernández * Leandro Lezcano * Ariel Rosas |  |  |
| Serie: 0 - 3       |                                                                    |                      |                                                                     |                                                                                              |  |  |
|                    |                                                                    |                      |                                                                     |                                                                                              |  |  |

### Final
San Lorenzo (Buenos Aires) - Instituto
| 20 de junio, 21:00 | San Lorenzo (BA)                                          | 71–69                | Instituto                                                           | Buenos Aires |  |  |
|                    | Parciales: 19-15, 19-16, 15-17, 18-21                     |                      |                                                                     | |  |  |
|                    | Estadísticas José Vildoza 12 José Vildoza 7 Donald Sims 6 | Reporte Pts Reb Asts | Estadísticas 17 Luciano González 14 Esteban Batista 4 Gastón Whelan | Pabellón: Polideportivo Roberto Pando Árbitros: * Juan Fernández * Diego Rougier * Oscar Brítez Televisión: TyC Sports 2 |  |  |
| Serie: 1 - 0       |                                                           |                      |                                                                     | |  |  |
|                    |                                                           |                      |                                                                     | |  |  |

| 22 de junio, 21:00 | San Lorenzo (BA)                                           | 78–74                | Instituto                                                       | Buenos Aires |  |  |
|                    | Parciales: 21-15, 13-14, 26-15, 18-30                      |                      |                                                                 | |  |  |
|                    | Estadísticas Dar Tucker 20 Jerome Meyinsse 8 Donald Sims 5 | Reporte Pts Reb Asts | Estadísticas 21 Gastón Whelan 11 Pablo Espinoza 5 Gastón Whelan | Pabellón: Polideportivo Roberto Pando Árbitros: * Fernando Sampietro * Fabricio Vito * Leandro Lezcano. Televisión: TyC Sports 2 |  |  |
| Serie: 2 - 0       |                                                            |                      |                                                                 | |  |  |
|                    |                                                            |                      |                                                                 | |  |  |

| 25 de junio, 21:00 | Instituto                                                          | 75–66                | San Lorenzo (BA)                                           | Córdoba |  |  |
|                    | Parciales: 12-28, 19-15, 20-8, 13-13 (T.E.: 11-2)                  |                      |                                                            | |  |  |
|                    | Estadísticas Rodney Green 18 Sam Clancy, Jr. 13 Luciano González 4 | Reporte Pts Reb Asts | Estadísticas 18 José Vildoza 10 Marcos Mata 3 José Vildoza | Pabellón: Estadio Ángel Sandrín Árbitros: * Pablo Estévez * Daniel Rodrigo * Leonardo Zalazar Televisión: TyC Sports 2 |  |  |
| Serie: 1 - 2       |                                                                    |                      |                                                            | |  |  |
|                    |                                                                    |                      |                                                            | |  |  |

| 27 de junio, 21:00 | Instituto                                                        | 83–80                | San Lorenzo (BA)                                                | Córdoba |  |  |
|                    | Parciales: 20-14, 16-16, 30-25, 17-25                            |                      |                                                                 | |  |  |
|                    | Estadísticas Santiago Scala 23 Facundo Piñero 6 Luciano González | Reporte Pts Reb Asts | Estadísticas 16 Nicolás Aguirre 9 Ramón Clemente 3 José Vildoza | Pabellón: Estadio Ángel Sandrín Árbitros: * Alejandro Chiti * Diego Rougier * Oscar Brítez Televisión: TyC Sports 2 |  |  |
| Serie: 2 - 2       |                                                                  |                      |                                                                 | |  |  |
|                    |                                                                  |                      |                                                                 | |  |  |

| 29 de junio, 21:00 | San Lorenzo (BA)                                           | 96–80                | Instituto                                                        | Buenos Aires |  |  |
|                    | Parciales: 15-20, 20-16, 30-22, 31-22                      |                      |                                                                  | |  |  |
|                    | Estadísticas Dar Tucker 23 Marcos Mata 5 Nicolás Aguirre 6 | Reporte Pts Reb Asts | Estadísticas 19 Santiago Scala 11 Pablo Espinoza 4 Gastón Whelan | Pabellón: Polideportivo Roberto Pando Árbitros: * Pablo Estévez * Fernando Sampietro * Leandro Lezcano Televisión: TyC Sports 2 |  |  |
| Serie: 3 - 2       |                                                            |                      |                                                                  | |  |  |
|                    |                                                            |                      |                                                                  | |  |  |

| 1 de julio, 21:00 | Instituto                                                             | 96–78                | San Lorenzo (BA)                                           | Córdoba |  |  |
|                   | Parciales: 25-20, 19-25, 25-21, 27-12                                 |                      |                                                            | |  |  |
|                   | Estadísticas Luciano González 32 Sam Clancy, Jr. 8 Luciano González 3 | Reporte Pts Reb Asts | Estadísticas 22 José Vildoza 6 José Vildoza 6 José Vildoza | Pabellón: Estadio Ángel Sandrín Árbitros: * Alejandro Chiti * Fabricio Vito * Daniel Rodrigo Televisión: TyC Sports 2 |  |  |
| Serie: 3 - 3      |                                                                       |                      |                                                            | |  |  |
|                   |                                                                       |                      |                                                            | |  |  |

| 4 de julio, 21:00 | San Lorenzo (BA)                                           | 79–71                | Instituto                                                       | Buenos Aires |  |  |
|                   | Parciales: 17-28, 20-10, 21-13, 21-20                      |                      |                                                                 | |  |  |
|                   | Estadísticas Dar Tucker 25 Marcos Mata 5 Nicolás Aguirre 5 | Reporte Pts Reb Asts | Estadísticas 16 Rodney Green 10 Esteban Batista 5 Gastón Whelan | Pabellón: Polideportivo Roberto Pando Árbitros: * Pablo Estévez * Fabricio Vito * Leandro Lezcano Televisión: TyC Sports |  |  |
| Serie: 4 - 3      |                                                            |                      |                                                                 | |  |  |
|                   |                                                            |                      |                                                                 | |  |  |

## Posiciones finales
| Posiciones finales. | Posiciones finales.           | Posiciones finales. | Posiciones finales. | Posiciones finales. | Posiciones finales. | Posiciones finales. | Posiciones finales. | Posiciones finales. | Posiciones finales. |
| Equipo              | Equipo                        | Pts                 | Prom                | PJ                  | PG                  | PP                  | TF                  | TC                  | Dif                 |
| ------------------- | ----------------------------- | ------------------- | ------------------- | ------------------- | ------------------- | ------------------- | ------------------- | ------------------- | ------------------- |
| 1.º                 | San Lorenzo (BA) (C)          | 102                 | 78,9                | 57                  | 45                  | 12                  | 4916                | 4399                | 517                 |
| 2.º                 | Instituto                     | 93                  | 66,1                | 56                  | 37                  | 19                  | 4700                | 4372                | 328                 |
| 3.º                 | Ferro (BA)                    | 81                  | 58,8                | 51                  | 30                  | 21                  | 4178                | 3950                | 228                 |
| 4.º                 | Ciclista Olímpico             | 74                  | 48,0                | 50                  | 24                  | 26                  | 3932                | 3945                | –13                 |
| 5.º                 | Comunicaciones (Mercedes)     | 76                  | 58,3                | 48                  | 28                  | 20                  | 3914                | 3763                | 151                 |
| 6.º                 | Regatas Corrientes            | 73                  | 55,3                | 47                  | 26                  | 21                  | 4003                | 3916                | 87                  |
| 7.º                 | Boca Juniors                  | 73                  | 52,1                | 48                  | 25                  | 23                  | 3730                | 3699                | 31                  |
| 8.º                 | La Unión de Formosa           | 67                  | 45,7                | 46                  | 21                  | 25                  | 3769                | 3773                | –4                  |
| 9.º                 | Gimnasia (Comodoro Rivadavia) | 66                  | 57,1                | 42                  | 24                  | 18                  | 3458                | 3352                | 106                 |
| 10.º                | Obras Basket                  | 64                  | 55,8                | 43                  | 24                  | 19                  | 3429                | 3424                | 5                   |
| 11.º                | Estudiantes Concordia         | 58                  | 51,2                | 43                  | 22                  | 21                  | 3393                | 3437                | –44                 |
| 12.º                | San Martín (Corrientes)       | 62                  | 47,6                | 42                  | 20                  | 22                  | 3400                | 3491                | –91                 |
| 13.º                | Libertad                      | 62                  | 44,2                | 43                  | 19                  | 24                  | 3441                | 3568                | –127                |
| 14.º                | Quimsa                        | 61                  | 45,2                | 42                  | 19                  | 23                  | 3483                | 3437                | 46                  |
| 15.º                | Weber Bahía Basket            | 56                  | 36,6                | 41                  | 15                  | 26                  | 2945                | 3226                | –281                |
| 16.º                | Hispano Americano             | 56                  | 36,6                | 41                  | 15                  | 26                  | 3289                | 3482                | –193                |
| 17.º                | Argentino (Junín)             | 52                  | 36,8                | 38                  | 14                  | 24                  | 3007                | 3195                | –188                |
| 18.º                | Peñarol                       | 52                  | 36,8                | 38                  | 14                  | 24                  | 2992                | 3140                | –148                |
| 19.º                | Atenas                        | 56                  | 36,6                | 41                  | 15                  | 26                  | 3376                | 3453                | –77                 |
| 20.º                | Quilmes (D)                   | 53                  | 29,2                | 41                  | 12                  | 29                  | 3215                | 3522                | –307                |

| (C): | Campeón                                            |
|      | Clasificados a la Liga de las Américas 2019.       |
|      | Clasificado a la Liga Sudamericana de Clubes 2018. |
| (D)  | Equipo descendido de categoría.                    |

## Estadísticas individuales
Estadísticas ordenadas por promedio.
| Al final de la fase regular (12 de mayo) Mayor eficiencia Jasiel Rivero (Boca Juniors) (37 PJ, 789 pts, 21,3 %) Devon Scott (Hispano Americano) (38 PJ, 773 pts, 20,3 %) Eloy Vargas (Gimnasia (CR)) (38 PJ, 749 pts, 19,7 %) Jonathan Flowers (La Unión de Formosa) (36 PJ, 670 pts, 18,6 %) Lee Roberts (San Martín (C)) (35 PJ, 361 pts, 18,6 %) Más puntos Jasiel Rivero (Boca Juniors) (37 PJ, 707 pts, 19,1 %) Luciano González (Instituto) (38 PJ, 680 pts, 17,9 %) Daviyon Dreper (Estudiantes Concordia) (35 PJ, 571 pts, 16,3 %) Winsome Frazier (Quilmes) (20 PJ, 326 pts, 16,3 %) Jonathan Maldonado (La Unión de Formosa) (38 PJ, 611 pts, 16,1 %) Más rebotes (ordenados según promedio de total de rebotes) Eloy Vargas (Gimnasia (CR)) (38 PJ; 360 RT; 264 RD; 6,9 %RD; 96 RO; 2,5 %RO) Lee Roberts (San Martín (C)) (35 PJ; 319 RT; 218 RD; 6,2 %RD; 101 RO; 2,9 %RO) Charles Mitchell (Ferro (BA)) (36 PJ; 324 RT; 224 RD; 6,2 %RD; 100 RO; 2,8 %RO) Eric Anderson Jr. (Obras Basket) (37 PJ; 323 RT; 213 RD; 5,8 %RD; 110 RO; 3,0 %RO) Devon Scott (Hispano Americano) (38 PJ; 307 RT; 226 RD; 5,9 %RD; 81 RO; 2,1 %RO) Más asistencias Leandro Vildoza (Estudiantes Concordia) (38 PJ; 241 as; 6,3 %as) Pedro Barral (Obras Basket) (35 PJ; 204 as; 5,8 %as) Nicolás De Los Santos (Quimsa) (33 PJ; 186 as; 5,6 %as) Alejandro Konsztadt (Boca Juniors) (38 PJ; 207 as; 5,4 %as) Nicolás Aguirre (San Lorenzo (BA)) (32 PJ; 159 as; 5,0 %as) Más robos Gastón García (Argentino (J)) (38 PJ; 110 rob; 2,9 %rob) Leandro Vildoza (Estudiantes Concordia) (38 PJ; 88 rob; 2,3 %rob) Winsome Frazier (Quilmes) (20 PJ; 40 rob; 2,0 %rob) Lucas Faggiano (San Martín (C)) (38 PJ; 70 rob; 1,8%rob) Adrián Boccia (Boca Juniors) (37 PJ; 63 rob; 1,7 %rob) Más tapas/bloqueos Matías Bortolín (Comunicaciones (M)) (28 PJ; 41 t; 1,5 %t) Joel Anthony (San Lorenzo (BA)) (36 PJ; 47 t; 1,3 %t) Sam Clancy, Jr. (Instituto) (38 PJ; 48 t; 1,3 %t) Eric Anderson Jr. (Obras Basket) (37 PJ; 45 t; 1,2 %t) Mathías Calfani (San Lorenzo (BA)) (35 PJ; 39 t; 1,1 %t) | Al final del torneo (4 de julio) Mayor eficiencia Devon Scott (Hispano Americano) (41 PJ, 843 pts, 20,6 %) Jasiel Rivero (Boca Juniors) (47 PJ, 947 pts, 20,1 %) Eloy Vargas (Gimnasia (CR)) (42 PJ, 820 pts, 19,5 %) Lee Roberts (San Martín (C)) (39 PJ, 737 pts, 18,9 %) Eric Anderson Jr (Obras Basket) (42 PJ, 780 pts, 18,6 %) Más puntos Jasiel Rivero (Boca Juniors) (47 PJ, 851 pts, 18,1 %) Luciano González (Instituto) (56 PJ, 976 pts, 17,4 %) Daviyon Dreper (Estudiantes (C)) (40 PJ, 653 pts, 16,3 %) Martín Cuello (Libertad) (43 PJ, 696 pts, 16,2 %) Winsome Frazier (Quilmes) (23 PJ, 370 pts, 16,1 %) Más rebotes (ordenados según promedio de total de rebotes) Eloy Vargas (Gimnasia (CR)) (42 PJ; 390 RT; 285 RD; 6,8 %RD; 105 RO; 2,5 %RO) Lee Roberts (San Martín (C)) (39 PJ; 358 RT; 241 RD; 6,2 %RD; 117 RO; 3,0 %RO) Charles Mitchell (Ferro (BA)) (49 PJ; 439 RT; 310 RD; 6,3 %RD; 129 RO; 2,6 %RO) Eric Anderson Jr (Obras Basket) (42 PJ; 373 RT; 250 RD; 6,0 %RD; 123 RO; 2,9 %RO) Devon Scott (Hispano Americano) (41 PJ; 339 RT; 249 RD; 6,1 %RD; 90 RO; 2,2 %RO) Más asistencias Leandro Vildoza (Estudiantes (C)) (43 PJ; 265 as; 6,2 %as) Pedro Barral (Obras Basket) (40 PJ; 225 as; 5,6 %as) Alejandro Konsztadt (Boca Juniors) (48 PJ; 259 as; 5,4 %as) Nicolás De Los Santos (Quimsa) (37 PJ; 198 as; 5,4 %as) Maximiliano Stanic (Atenas/Ciclista Olímpico) (24 PJ; 126 as; 5,2 %as) Más robos Gastón García (Argentino (J)) (38 PJ; 110 rob; 2,9 %rob) Leandro Vildoza (Estudiantes (C)) (43 PJ; 96 rob; 2,2 %rob) Winsome Frazier (Quilmes) (23 PJ; 44 rob; 1,9 %rob) Lucas Faggiano (San Martín (C)) (42 PJ; 78 rob; 1,9 %rob) Adrián Boccia (Boca Juniors) (47 PJ; 79 rob; 1,7 %rob) Más tapas/bloqueos Matías Bortolín (Comunicaciones (M)) (35 PJ; 53 t; 1,5 %t) Eric Anderson Jr (Obras Basket) (42 PJ; 55 t; 1,3 %t) Sam Clancy, Jr. (Instituto) (56 PJ; 72 t; 1,3 %t) Joel Anthony (San Lorenzo (BA)) (55 PJ; 67 t; 1,2 %t) Mathías Calfani (San Lorenzo (BA)) (52 PJ; 52 t; 1,0 %t) |

## Premios individuales
Este año se creó la Asociación de Prensa de Básquetbol de Argentina y por ello, la organización de la Liga Nacional invitó a votar a los socios de APREBA a elegir a los mejores de la temporada. Del mismo participaron 67 periodistas.
| - MVP de la temporada - Marcos Mata (San Lorenzo (BA)) - MVP de las Finales de la LNB - Dar Tucker (San Lorenzo (BA)) - Mejor árbitro - Fabricio Vito - Revelación/debutante - Víctor Fernández (Quilmes) - Jugador de Mayor Progreso - Agustín Caffaro (Libertad) - Mejor Sexto Hombre - Luciano González (Instituto) - Mejor Entrenador - Gonzalo Eugenio García (San Lorenzo (BA)) | - Mejor jugador nacional - Marcos Mata (San Lorenzo (BA)) - Mejor jugador extranjero - Dar Tucker (San Lorenzo (BA)) - Mejor jugador U-23 - José Vildoza (San Lorenzo (BA)) - Mejor quinteto de la LNB - B Pedro Barral (Obras Basket) - E Dar Tucker (San Lorenzo (BA)) - A Marcos Mata (San Lorenzo (BA)) - AP Jasiel Rivero (Boca Juniors) - P Eloy Vargas (Gimnasia (CR)) |

Además, la Asociación de Entrenadores de Básquetbol de la República Argentina (ATEBARA) eligió al mejor entrenador de la temporada y coincidió con la elección de Gonzalo Eugenio García.